# Premier League 2011-12
La Premier League 2011-12 fue la vigésima temporada de la máxima división inglesa, desde su creación en 1992.
Un total de 20 equipos participaron en la competición, incluyendo 17 equipos de la temporada anterior y 3 provenientes de la Football League Championship 2010/11. Manchester United es el campeón defensor, habiendo ganado su decimonoveno título de liga (duodécimo desde la creación de la Premier League).
Esta temporada se jugó en dos países: Inglaterra y Gales (por el ascenso del Swansea City).
El campeón terminaría siendo el Manchester City, tras vencer 3-2 al Queens Park Rangers en el último partido, con goles de Pablo Zabaleta, Edin Džeko y Sergio Agüero, los dos últimos sobre el tiempo de descuento. Fue el primer título de Premier League para el Manchester City, convirtiéndose en el quinto equipo en ganarla desde su creación. Fue la primera vez en la Premier League que el título se definió por diferencia de gol y que el campeón anteriormente había descendido. Se trató además del segundo equipo fuera del «Big Four» en obtener el título, luego del que el Blackburn Rovers lo lograra en la temporada 1994-95.

## Equipos participantes

### Ascensos y descensos
| Pos  | de Premier League |
| ---- | ----------------- |
| 18.º | Birmingham City   |
| 19.º | Blackpool         |
| 20.º | West Ham United   |

| Pos | de League Championship   |
| --- | ------------------------ |
| 1.º | Queens Park Rangers      |
| 2.º | Norwich City             |
| 3.º | Swansea City (Promoción) |

### Información de equipos
Clubes participantes en la Premier League 2011/12:
| Club                                      | Ciudad              | Entrenador              | Estadio           | Aforo  |
| ----------------------------------------- | ------------------- | ----------------------- | ----------------- | ------ |
| Arsenal                                   | Londres             | Arsène Wenger           | Emirates Stadium  | 60.361 |
| Aston Villa                               | Birmingham          | Alex McLeish            | Villa Park        | 42.785 |
| Blackburn Rovers                          | Blackburn           | Steve Kean              | Ewood Park        | 31.154 |
| Bolton Wanderers                          | Bolton              | Owen Coyle              | Reebok Stadium    | 28.100 |
| Chelsea                                   | Londres             | Roberto Di Matteo       | Stamford Bridge   | 42.449 |
| Everton                                   | Liverpool           | David Moyes             | Goodison Park     | 40.157 |
| Fulham                                    | Londres             | Martin Jol              | Craven Cottage    | 25.700 |
| Liverpool                                 | Liverpool           | Kenny Dalglish          | Anfield Road      | 45.276 |
| Manchester City                           | Mánchester          | Roberto Mancini         | Etihad Stadium    | 47.405 |
| Manchester United                         | Mánchester          | Alex Ferguson           | Old Trafford      | 75.811 |
| Newcastle United                          | Newcastle upon Tyne | Alan Pardew             | St James' Park    | 52.409 |
| Norwich City                              | Norwich             | Paul Lambert            | Carrow Road       | 27.183 |
| Queens Park Rangers                       | Londres             | Mark Hughes             | Loftus Road       | 18.439 |
| Stoke City                                | Stoke-on-Trent      | Tony Pulis              | Britannia Stadium | 27.740 |
| Sunderland                                | Sunderland          | Martin O'Neill          | Stadium of Light  | 49.000 |
| Swansea City                              | Swansea             | Brendan Rodgers         | Liberty Stadium   | 20.520 |
| Tottenham Hotspur                         | Londres             | Harry Redknapp          | White Hart Lane   | 36.230 |
| West Bromwich Albion                      | West Bromwich       | Roy Hodgson             | The Hawthorns     | 27.877 |
| Wigan Athletic                            | Wigan               | Roberto Martínez        | DW Stadium        | 25.133 |
| Wolverhampton Wanderers                   | Wolverhampton       | Terry Connor (interino) | Molineux Stadium  | 27.828 |
| Datos actualizados el 4 de marzo de 2012. |                     |                         |                   |        |

### Cambios de entrenadores
| Equipo                  | Entrenador (jornadas)                                         |
| ----------------------- | ------------------------------------------------------------- |
| Sunderland              | Steve Bruce (1-13) Martin O'Neill (14-38)                     |
| Queens Park Rangers     | Neil Warnock (1-20) Mark Hughes (21-38)                       |
| Wolverhampton Wanderers | Mick McCarthy (1-25) Terry Connor (interino) (25-38)          |
| Chelsea                 | André Villas-Boas (1-27) Roberto Di Matteo (interino) (27-38) |

## Equipos por región

### Inglaterra
| Región                 | N.º | Equipos                                                                                    |
| ---------------------- | --- | ------------------------------------------------------------------------------------------ |
| Noroeste de Inglaterra | 7   | Blackburn, Bolton, Everton, Liverpool, Manchester City, Manchester United y Wigan Athletic |
| Gran Londres           | 5   | Arsenal, Chelsea, Fulham, Tottenham y Queens Park Rangers                                  |
| Midlands del Oeste     | 4   | Aston Villa, Stoke City, West Bromwich Albion y Wolverhampton Wanderers                    |
| Nordeste de Inglaterra | 2   | Newcastle United y Sunderland                                                              |
| Este de Inglaterra     | 1   | Norwich City                                                                               |

### Gales
| Región              | N.º | Equipos      |
| ------------------- | --- | ------------ |
| Glamorgan del Oeste | 1   | Swansea City |

## Clasificación
| Pos. | Equipo                      | Pts. | PJ | G  | E  | P  | GF | GC | Dif. | Clasificación 2012-13                  |
| ---- | --------------------------- | ---- | -- | -- | -- | -- | -- | -- | ---- | -------------------------------------- |
| 1    | Manchester City (C)         | 89   | 38 | 28 | 5  | 5  | 93 | 29 | +64  | Fase de grupos de la Liga de Campeones |
| 2    | Manchester United           | 89   | 38 | 28 | 5  | 5  | 89 | 33 | +56  | Fase de grupos de la Liga de Campeones |
| 3    | Arsenal                     | 70   | 38 | 21 | 7  | 10 | 74 | 49 | +25  | Fase de grupos de la Liga de Campeones |
| 4    | Tottenham Hotspur           | 69   | 38 | 20 | 9  | 9  | 66 | 41 | +25  | Fase de grupos de la Liga Europa       |
| 5    | Newcastle United            | 65   | 38 | 19 | 8  | 11 | 56 | 51 | +5   | Play-offs de la Liga Europa            |
| 6    | Chelsea                     | 64   | 38 | 18 | 10 | 10 | 65 | 46 | +19  | Fase de grupos de la Liga de Campeones |
| 7    | Everton                     | 56   | 38 | 15 | 11 | 12 | 50 | 40 | +10  |                                        |
| 8    | Liverpool                   | 52   | 38 | 14 | 10 | 14 | 47 | 40 | +7   | Tercera ronda previa de la Liga Europa |
| 9    | Fulham                      | 52   | 38 | 14 | 10 | 14 | 48 | 51 | −3   |                                        |
| 10   | West Bromwich Albion        | 47   | 38 | 13 | 8  | 17 | 45 | 52 | −7   |                                        |
| 11   | Swansea City                | 47   | 38 | 12 | 11 | 15 | 44 | 51 | −7   |                                        |
| 12   | Norwich City                | 47   | 38 | 12 | 11 | 15 | 52 | 66 | −14  |                                        |
| 13   | Sunderland                  | 45   | 38 | 11 | 12 | 15 | 45 | 46 | −1   |                                        |
| 14   | Stoke City                  | 45   | 38 | 11 | 12 | 15 | 36 | 53 | −17  |                                        |
| 15   | Wigan Athletic              | 43   | 38 | 11 | 10 | 17 | 42 | 62 | −20  |                                        |
| 16   | Aston Villa                 | 38   | 38 | 7  | 17 | 14 | 37 | 53 | −16  |                                        |
| 17   | Queens Park Rangers         | 37   | 38 | 10 | 7  | 21 | 43 | 66 | −23  |                                        |
| 18   | Bolton Wanderers (D)        | 36   | 38 | 10 | 6  | 22 | 46 | 77 | −31  | Descenso de categoría                  |
| 19   | Blackburn Rovers (D)        | 31   | 38 | 8  | 7  | 23 | 48 | 78 | −30  | Descenso de categoría                  |
| 20   | Wolverhampton Wanderers (D) | 25   | 38 | 5  | 10 | 23 | 40 | 82 | −42  | Descenso de categoría                  |

 Fuente: [cita requerida]
Notas:
1. 1 2 3  Chelsea se clasificó para la Liga de Campeones de la UEFA 2012-13 como campeón defensor por haberla ganado en esa temporada, provocando que el Tottenham Hotspur, que había terminado en cuarto lugar, tuviera que ir a la Liga Europa de la UEFA 2012-13, debido a que la normativa de ese entonces, solo permitía a cuatro equipos ingleses en la Liga de Campeones.
2. ↑  Liverpool se clasificó para la Liga Europa de la UEFA 2012-13 como campeón de la Copa de la Liga de Inglaterra 2011-12.

### Evolución de las posiciones
El Manchester City obtuvo su tercer campeonato de liga (el primero desde 1968) tras un tenso final. Su rival de ciudad, el Manchester United lideró el campeonato durante las primeras fechas, pero tras empatar como visitante ante el Liverpool, el City alcanzó el primer lugar. En la fecha siguiente, la ventaja del cuadro citizen se amplió a 5 puntos tras una impresionante goleada por 6-1 al United en Old Trafford, ventaja que se mantuvo hasta el mes de diciembre, cuando el City dejó algunos puntos, lo que redujo la diferencia. Las dos primeras posiciones se mantuvieron de la mencionada manera hasta mediados de marzo. El 11 de marzo tras perder ante el Swansea City por 1-0 permitió el acceso al liderato al United. Los malos resultados en las fechas siguientes coincidieron con una racha de victorias del United, lo que puso a los Red Devils 8 puntos con sólo seis jornadas para el fin de la temporada, lo que hacía prever que el título aparentaba estar definido. Sin embargo el United tuvo un empate y una derrota en sus tres siguientes partidos, al mismo tiempo que el Manchester City ganó sus tres partidos ante West Bromwich Albion (4-0), Norwich City (1-6) y Wolverhampton Wanderers (0-2), lo que redujo la ventaja a tres puntos. El 30 de abril Manchester City derrotó 1-0 al Manchester United en el Estadio Ciudad de Mánchester, con lo cual alcanzó a su rival y lo pasó en la tabla gracias a su mayor diferencia de goles. Ambos equipos ganaron sus penúltimos partidos, lo que dejó la definición del título para la última fecha.
Los partidos tanto del City como del United se disputaron a la misma hora para evitar ventaja deportiva. El Manchester City debía ganarle al Queens Park Rangers en el Etihad Stadium para ser campeón, en caso de que empatara o perdiera (y el Manchester United le ganara al Sunderland), el campeón sería el Manchester United. El título se definiría de manera agónica: El Manchester City comenzaría ganando cerca del final del primer tiempo (en el minuto 39), con un gol del argentino Pablo Zabaleta, pero poco después del comienzo del segundo tiempo, el jugador del QPR Djibril Cissé empató el partido, y seguido de esto Jamie Mackie le da la ventaja al equipo de Londres (todo esto mientras que el United le ganaba por 0-1 al Sunderland con gol de Wayne Rooney). Cuando todo apuntaba a que el Manchester United sería el campeón de la vigésima edición de la Premier League, en los descuentos (minuto 90+2), el bosnio Edin Džeko anota de cabeza, tras un córner ejecutado por David Silva. Y dos minutos después (90+4), el goleador argentino del Manchester City: Sergio Agüero, anota el gol que le da su primera Premier League al Manchester City. Finalmente el City ganó la Premier League por diferencia de gol al United. El 6-1 resultó ser muy influyente en la dirimición del título, ya que si el resultado hubiese sido de 2-1, ambos equipos hubiesen terminado con las mismas estadísticas (puntos, diferencia de goles, goles anotados, porcentaje de victorias, etc.), y acorde al Reglamento de la Premier League, se habría disputado un partido de desempate en campo neutral para definir al campeón.
Durante gran parte de la temporada, el Tottenham Hotspur se mantuvo en el 3.º puesto, un par de puntos detrás de los clubes de Mánchester, y hubo mucha especulación por parte de la gente y la prensa británica sobre si el Tottenham podría pelear por el título. Sin embargo, a partir de finales de febrero en adelante el equipo se derrumbó futbolísticamente, empezando con una derrota por 5-2 a su rival del Arsenal (que antes del partido estaban diez puntos por debajo). Posteriormente, solo obtuvo 4 victorias en sus siguientes 13 partidos, lo que condenó al Tottenham a finalizar un punto por debajo del Arsenal, que finalizó tercero y clasificó junto al Manchester City y el Manchester United a la Liga de Campeones de la UEFA 2012-13. Así, el Arsenal completó una gran recuperación tras un desastroso inicio de temporada, incluyendo entre aquellos malos resultados, una derrota 8-2 ante Manchester United en agosto. Tottenham finalizó cuarto, en puesto clasificatorio a la Liga de Campeones, pero no logró la clasificación ya que la victoria del Chelsea en la Final de la Liga de Campeones de la UEFA 2011-12 le da derecho automáticamente a defender su título en el torneo en la siguiente temporada a expensas del equipo peor clasificado que obtuvo un cupo para dicho torneo. Fue la primera vez que esta regla se aplicó en la Premier League, después de haber sido introducida por la Unión Europea de Asociaciones de Fútbol (UEFA; por sus siglas en inglés) tras la polémica clasificación del Liverpool para la Liga de Campeones de la UEFA 2005-06. En consecuencia, esto significó la primera vez que el club que finaliza cuarto en la Premier League no clasifica para dicho torneo desde que se introdujeron cuatro cupos clasificatorios para Inglaterra en la temporada 2001-02. Newcastle United terminó quinto y clasificó para la Liga Europea de la UEFA 2012-13. Everton terminó séptimo, justo un puesto por encima de su clásico rival, Liverpool; este último pese a finalizar octavo, obtuvo el último cupo para la Liga Europea tras coronarse campeón de la Copa de la Liga 2011-12.
En cuanto a la zona baja de la clasificación, el Queens Park Rangers se salvó del descenso, pese a perder ante el Manchester City; ya que el Bolton Wanderers sólo pudo empatar ante el Stoke City como visitante, no pudiendo superar el QPR, y por lo tanto descendiendo junto al Blackburn Rovers y Wolverhampton Wanderers al Football League Championship 2012-13. Por segunda vez en la historia de la Premier League, ninguno de los tres clubes ascendidos desde el Championship en la temporada anterior descendieron al final de la temporada, ya que el Swansea City y Norwich City terminaron 11.º y 12.º respectivamente, junto con el mencionado el Queens Park Rangers (17.º). La última vez que esto había ocurrido fue en 2001-02, casualmente Blackburn y Bolton Wanderers fueron dos de esos equipos.
El delantero del Liverpool Luis Suárez fue acusado de racismo hacia el futbolista Patrice Evra y fue sancionado con ocho partidos sin jugar.
| Equipo / Fecha | 01   | 02   | 03   | 04   | 05   | 06   | 07   | 08   | 09   | 10   | 11   | 12   | 13   | 14   | 15   | 16   | 17   | 18   | 19   |
| -------------- | ---- | ---- | ---- | ---- | ---- | ---- | ---- | ---- | ---- | ---- | ---- | ---- | ---- | ---- | ---- | ---- | ---- | ---- | ---- |
| Man. City      | 1.º  | 1.º  | 2.º  | 2.º  | 2.º  | 2.º  | 2.º  | 1.º  | 1.º  | 1.º  | 1.º  | 1.º  | 1.º  | 1.º  | 1.º  | 1.º  | 1.º  | 1.º  | 1.º  |
| Man. Utd.      | 4.º  | 2.º  | 1.º  | 1.º  | 1.º  | 1.º  | 1.º  | 2.º  | 2.º  | 2.º  | 2.º  | 2.º  | 2.º  | 2.º  | 2.º  | 2.º  | 2.º  | 2.º  | 2.º  |
| Tottenham 1    | 15.º | 20.º | 20.º | 15.º | 11.º | 6.º  | 6.º  | 6.º  | 5.º  | 5.º  | 5.º  | 3.º  | 3.º  | 3.º  | 4.º  | 3.º  | 3.º  | 3.º  | 3.º  |
| Arsenal        | 9.º  | 14.º | 17.º | 12.º | 17.º | 13.º | 15.º | 10.º | 7.º  | 7.º  | 7.º  | 7.º  | 7.º  | 5.º  | 5.º  | 5.º  | 5.º  | 5.º  | 4.º  |
| Chelsea        | 9.º  | 6.º  | 4.º  | 3.º  | 3.º  | 3.º  | 3.º  | 3.º  | 3.º  | 4.º  | 4.º  | 5.º  | 5.º  | 4.º  | 3.º  | 4.º  | 4.º  | 4.º  | 5.º  |
| Liverpool      | 5.º  | 4.º  | 3.º  | 6.º  | 8.º  | 5.º  | 5.º  | 5.º  | 6.º  | 6.º  | 6.º  | 6.º  | 6.º  | 7.º  | 6.º  | 6.º  | 6.º  | 6.º  | 6.º  |
| Newcastle      | 9.º  | 7.º  | 6.º  | 4.º  | 4.º  | 4.º  | 4.º  | 4.º  | 4.º  | 3.º  | 3.º  | 4.º  | 4.º  | 6.º  | 7.º  | 7.º  | 7.º  | 7.º  | 7.º  |
| Stoke City     | 9.º  | 11.º | 9.º  | 4.º  | 5.º  | 7.º  | 8.º  | 7.º  | 9.º  | 11.º | 12.º | 14.º | 12.º | 8.º  | 8.º  | 8.º  | 8.º  | 8.º  | 8.º  |
| Everton 1      | 15.º | 17.º | 11.º | 10.º | 6.º  | 11.º | 13.º | 15.º | 13.º | 16.º | 17.º | 12.º | 9.º  | 10.º | 12.º | 14.º | 11.º | 10.º | 9.º  |
| Aston Villa    | 9.º  | 4.º  | 7.º  | 8.º  | 6.º  | 8.º  | 7.º  | 8.º  | 11.º | 9.º  | 8.º  | 8.º  | 8.º  | 9.º  | 9.º  | 10.º | 12.º | 12.º | 10.º |
| Norwich        | 5.º  | 10.º | 14.º | 17.º | 13.º | 9.º  | 9.º  | 9.º  | 8.º  | 8.º  | 9.º  | 11.º | 10.º | 11.º | 10.º | 9.º  | 9.º  | 11.º | 11.º |
| West Bromwich  | 17.º | 18.º | 18.º | 13.º | 20.º | 19.º | 17.º | 12.º | 12.º | 13.º | 14.º | 10.º | 14.º | 14.º | 15.º | 13.º | 10.º | 9.º  | 12.º |
| Sunderland     | 5.º  | 13.º | 13.º | 16.º | 12.º | 14.º | 16.º | 17.º | 14.º | 14.º | 15.º | 15.º | 16.º | 17.º | 16.º | 16.º | 15.º | 15.º | 13.º |
| Fulham         | 9.º  | 14.º | 16.º | 18.º | 18.º | 17.º | 12.º | 14.º | 17.º | 15.º | 16.º | 16.º | 15.º | 13.º | 14.º | 11.º | 13.º | 13.º | 14.º |
| Swansea        | 19.º | 16.º | 15.º | 19.º | 14.º | 16.º | 10.º | 13.º | 15.º | 10.º | 10.º | 13.º | 13.º | 15.º | 11.º | 12.º | 14.º | 14.º | 15.º |
| Wolves         | 3.º  | 3.º  | 5.º  | 7.º  | 9.º  | 12.º | 14.º | 16.º | 16.º | 17.º | 13.º | 17.º | 17.º | 16.º | 17.º | 17.º | 17.º | 17.º | 16.º |
| QPR            | 19.º | 9.º  | 12.º | 11.º | 9.º  | 10.º | 11.º | 11.º | 10.º | 12.º | 11.º | 9.º  | 11.º | 12.º | 13.º | 15.º | 16.º | 16.º | 17.º |
| Wigan          | 5.º  | 11.º | 7.º  | 9.º  | 15.º | 15.º | 18.º | 19.º | 19.º | 20.º | 20.º | 20.º | 19.º | 20.º | 18.º | 18.º | 18.º | 18.º | 18.º |
| Blackburn      | 17.º | 19.º | 19.º | 20.º | 16.º | 18.º | 19.º | 20.º | 20.º | 18.º | 19.º | 19.º | 20.º | 18.º | 19.º | 19.º | 20.º | 20.º | 19.º |
| Bolton         | 2.º  | 8.º  | 10.º | 14.º | 19.º | 20.º | 20.º | 18.º | 18.º | 19.º | 18.º | 18.º | 18.º | 19.º | 20.º | 20.º | 19.º | 19.º | 20.º |

| Equipo / Fecha | 20   | 21   | 22   | 23   | 24   | 25   | 26   | 27   | 28   | 29   | 30   | 31   | 32   | 33   | 34   | 35   | 36   | 37   | 38   |
| -------------- | ---- | ---- | ---- | ---- | ---- | ---- | ---- | ---- | ---- | ---- | ---- | ---- | ---- | ---- | ---- | ---- | ---- | ---- | ---- |
| Man. City      | 1.º  | 1.º  | 1.º  | 1.º  | 1.º  | 1.º  | 1.º  | 1.º  | 2.º  | 2.º  | 2.º  | 2.º  | 2.º  | 2.º  | 2.º  | 2.º  | 1.º  | 1.º  | 1.º  |
| Man. Utd.      | 2.º  | 2.º  | 2.º  | 2.º  | 2.º  | 2.º  | 2.º  | 2.º  | 1.º  | 1.º  | 1.º  | 1.º  | 1.º  | 1.º  | 1.º  | 1.º  | 2.º  | 2.º  | 2.º  |
| Arsenal        | 5.º  | 5.º  | 5.º  | 7.º  | 6.º  | 4.º  | 4.º  | 4.º  | 4.º  | 3.º  | 3.º  | 3.º  | 3.º  | 3.º  | 3.º  | 3.º  | 3.º  | 3.º  | 3.º  |
| Tottenham 4    | 3.º  | 3.º  | 3.º  | 3.º  | 3.º  | 3.º  | 3.º  | 3.º  | 3.º  | 4.º  | 4.º  | 4.º  | 4.º  | 4.º  | 4.º  | 5.º  | 4.º  | 4.º  | 4.º  |
| Newcastle 4    | 7.º  | 6.º  | 6.º  | 5.º  | 5.º  | 6.º  | 6.º  | 6.º  | 6.º  | 6.º  | 6.º  | 6.º  | 6.º  | 5.º  | 5.º  | 4.º  | 5.º  | 5.º  | 5.º  |
| Chelsea 4      | 4.º  | 4.º  | 4.º  | 4.º  | 4.º  | 5.º  | 5.º  | 5.º  | 5.º  | 5.º  | 5.º  | 5.º  | 5.º  | 6.º  | 6.º  | 6.º  | 6.º  | 6.º  | 6.º  |
| Everton 2 4    | 11.º | 11.º | 14.º | 10.º | 11.º | 10.º | 10.º | 13.º | 9.º  | 10.º | 9.º  | 7.º  | 7.º  | 7.º  | 7.º  | 7.º  | 7.º  | 7.º  | 7.º  |
| Liverpool 2 4  | 6.º  | 7.º  | 7.º  | 6.º  | 7.º  | 7.º  | 7.º  | 7.º  | 7.º  | 7.º  | 7.º  | 8.º  | 8.º  | 8.º  | 8.º  | 8.º  | 8.º  | 8.º  | 8.º  |
| Fulham 4       | 13.º | 14.º | 12.º | 13.º | 14.º | 12.º | 11.º | 8.º  | 10.º | 12.º | 13.º | 10.º | 10.º | 9.º  | 10.º | 9.º  | 9.º  | 9.º  | 9.º  |
| West Bromwich  | 15.º | 15.º | 15.º | 15.º | 15.º | 14.º | 13.º | 10.º | 14.º | 13.º | 14.º | 14.º | 13.º | 13.º | 13.º | 10.º | 10.º | 10.º | 10.º |
| Swansea        | 12.º | 10.º | 13.º | 14.º | 10.º | 11.º | 14.º | 14.º | 11.º | 8.º  | 10.º | 11.º | 14.º | 14.º | 12.º | 12.º | 12.º | 12.º | 11.º |
| Norwich        | 9.º  | 9.º  | 9.º  | 11.º | 9.º  | 8.º  | 8.º  | 11.º | 12.º | 14.º | 11.º | 12.º | 12.º | 10.º | 11.º | 13.º | 14.º | 13.º | 12.º |
| Sunderland     | 10.º | 12.º | 10.º | 8.º  | 8.º  | 9.º  | 9.º  | 12.º | 8.º  | 9.º  | 8.º  | 9.º  | 9.º  | 11.º | 9.º  | 11.º | 11.º | 11.º | 13.º |
| Stoke City 4   | 8.º  | 8.º  | 8.º  | 9.º  | 12.º | 13.º | 12.º | 9.º  | 13.º | 11.º | 12.º | 13.º | 11.º | 12.º | 14.º | 14.º | 13.º | 14.º | 14.º |
| Wigan          | 19.º | 20.º | 20.º | 20.º | 20.º | 20.º | 20.º | 20.º | 20.º | 19.º | 19.º | 19.º | 19.º | 17.º | 16.º | 17.º | 16.º | 15.º | 15.º |
| Aston Villa 3  | 13.º | 13.º | 11.º | 12.º | 13.º | 15.º | 15.º | 15.º | 15.º | 15.º | 15.º | 15.º | 15.º | 15.º | 15.º | 15.º | 15.º | 16.º | 16.º |
| QPR            | 17.º | 18.º | 16.º | 16.º | 16.º | 16.º | 17.º | 16.º | 18.º | 17.º | 18.º | 17.º | 17.º | 16.º | 17.º | 16.º | 17.º | 17.º | 17.º |
| Bolton 3 4     | 18.º | 19.º | 17.º | 17.º | 18.º | 19.º | 19.º | 19.º | 17.º | 18.º | 17.º | 16.º | 16.º | 18.º | 18.º | 18.º | 18.º | 18.º | 18.º |
| Blackburn      | 20.º | 17.º | 18.º | 18.º | 19.º | 17.º | 18.º | 17.º | 16.º | 16.º | 16.º | 18.º | 18.º | 19.º | 19.º | 19.º | 19.º | 19.º | 19.º |
| Wolves         | 16.º | 16.º | 19.º | 19.º | 17.º | 18.º | 16.º | 18.º | 19.º | 20.º | 20.º | 20.º | 20.º | 20.º | 20.º | 20.º | 20.º | 20.º | 20.º |

1 Tuvo un partido pendiente de la fecha 1 el cual se disputó el 11 de enero de 2012. 2 Tuvo un partido pendiente de la fecha 26 el cual se disputó el 13 de marzo de 2012. 3 Tuvo un partido pendiente de la fecha 29 el cual se disputó el 24 de abril de 2012. 4 Tuvieron un partido pendiente de la fecha 34 el cual se disputó el 1 y 2 de mayo.

## Resultados
El calendario de la temporada 2011/12 de la Premier League fue publicado el viernes 17 de junio de 2011.
| Blackburn Rovers     | 1 - 2 Archivado el 17 de septiembre de 2011 en Wayback Machine.                                         | Wolverhampton Wanderers | 13 de agosto de 2011 | 15:00 |
| Fulham               | 0 - 0 (enlace roto disponible en Internet Archive; véase el historial, la primera versión y la última). | Aston Villa             | 13 de agosto de 2011 | 15:00 |
| Liverpool            | 1 - 1 (enlace roto disponible en Internet Archive; véase el historial, la primera versión y la última). | Sunderland              | 13 de agosto de 2011 | 15:00 |
| Queens Park Rangers  | 0 - 4 (enlace roto disponible en Internet Archive; véase el historial, la primera versión y la última). | Bolton Wanderers        | 13 de agosto de 2011 | 15:00 |
| Wigan Athletic       | 1 - 1 Archivado el 25 de septiembre de 2011 en Wayback Machine.                                         | Norwich City            | 13 de agosto de 2011 | 15:00 |
| Newcastle United     | 0 - 0 (enlace roto disponible en Internet Archive; véase el historial, la primera versión y la última). | Arsenal                 | 13 de agosto de 2011 | 17:30 |
| Stoke City           | 0 - 0 (enlace roto disponible en Internet Archive; véase el historial, la primera versión y la última). | Chelsea                 | 14 de agosto de 2011 | 13:30 |
| West Bromwich Albion | 1 - 2 Archivado el 18 de septiembre de 2011 en Wayback Machine.                                         | Manchester United       | 14 de agosto de 2011 | 15:00 |
| Manchester City      | 4 - 0 (enlace roto disponible en Internet Archive; véase el historial, la primera versión y la última). | Swansea City            | 15 de agosto de 2011 | 20:00 |
| Tottenham Hotspur    | 2 - 0                                                                                                   | Everton                 | 11 de enero de 2012  | 19:45 |

| Sunderland              | 0 - 1 (enlace roto disponible en Internet Archive; véase el historial, la primera versión y la última). | Newcastle United     | 20 de agosto de 2011 | 12:00 |
| Arsenal                 | 0 - 2 Archivado el 2 de noviembre de 2011 en Wayback Machine.                                           | Liverpool            | 20 de agosto de 2011 | 12:45 |
| Aston Villa             | 3 - 1 (enlace roto disponible en Internet Archive; véase el historial, la primera versión y la última). | Blackburn Rovers     | 20 de agosto de 2011 | 15:00 |
| Everton                 | 0 - 1 Archivado el 24 de septiembre de 2011 en Wayback Machine.                                         | Queens Park Rangers  | 20 de agosto de 2011 | 15:00 |
| Swansea City            | 0 - 0 (enlace roto disponible en Internet Archive; véase el historial, la primera versión y la última). | Wigan Athletic       | 20 de agosto de 2011 | 15:00 |
| Chelsea                 | 2 - 1 Archivado el 26 de septiembre de 2011 en Wayback Machine.                                         | West Bromwich Albion | 20 de agosto de 2011 | 17:30 |
| Norwich City            | 1 - 1 Archivado el 25 de septiembre de 2011 en Wayback Machine.                                         | Stoke City           | 21 de agosto de 2011 | 13:30 |
| Wolverhampton Wanderers | 2 - 0 Archivado el 25 de septiembre de 2011 en Wayback Machine.                                         | Fulham               | 21 de agosto de 2011 | 14:00 |
| Bolton Wanderers        | 2 - 3 (enlace roto disponible en Internet Archive; véase el historial, la primera versión y la última). | Manchester City      | 21 de agosto de 2011 | 16:00 |
| Manchester United       | 3 - 0 Archivado el 23 de septiembre de 2011 en Wayback Machine.                                         | Tottenham Hotspur    | 22 de agosto de 2011 | 20:00 |

| Aston Villa          | 0 - 0 Archivado el 26 de septiembre de 2011 en Wayback Machine.                                         | Wolverhampton Wanderers | 27 de agosto de 2011 | 12:05 |
| Wigan Athletic       | 2 - 0 (enlace roto disponible en Internet Archive; véase el historial, la primera versión y la última). | Queens Park Rangers     | 27 de agosto de 2011 | 12:30 |
| Blackburn Rovers     | 0 - 1 Archivado el 25 de septiembre de 2011 en Wayback Machine.                                         | Everton                 | 27 de agosto de 2011 | 15:00 |
| Chelsea              | 3 - 1 Archivado el 25 de septiembre de 2011 en Wayback Machine.                                         | Norwich City            | 27 de agosto de 2011 | 15:00 |
| Swansea City         | 0 - 0 (enlace roto disponible en Internet Archive; véase el historial, la primera versión y la última). | Sunderland              | 27 de agosto de 2011 | 15:00 |
| Liverpool            | 3 - 1 Archivado el 23 de septiembre de 2011 en Wayback Machine.                                         | Bolton Wanderers        | 27 de agosto de 2011 | 17:30 |
| Newcastle United     | 2 - 1 Archivado el 25 de septiembre de 2011 en Wayback Machine.                                         | Fulham                  | 28 de agosto de 2011 | 13:00 |
| Tottenham Hotspur    | 1 - 5 (enlace roto disponible en Internet Archive; véase el historial, la primera versión y la última). | Manchester City         | 28 de agosto de 2011 | 13:30 |
| West Bromwich Albion | 0 - 1 Archivado el 26 de septiembre de 2011 en Wayback Machine.                                         | Stoke City              | 28 de agosto de 2011 | 15:00 |
| Manchester United    | 8 - 2 Archivado el 31 de octubre de 2011 en Wayback Machine. (detalle)                                  | Arsenal                 | 28 de agosto de 2011 | 16:00 |

| Arsenal                 | 1 - 0 Archivado el 23 de septiembre de 2011 en Wayback Machine. | Swansea City         | 10 de septiembre de 2011 | 15:00 |
| Everton                 | 2 - 2 Archivado el 25 de septiembre de 2011 en Wayback Machine. | Aston Villa          | 10 de septiembre de 2011 | 15:00 |
| Manchester City         | 3 - 0 Archivado el 25 de septiembre de 2011 en Wayback Machine. | Wigan Athletic       | 10 de septiembre de 2011 | 15:00 |
| Wolverhampton Wanderers | 0 - 2 Archivado el 25 de septiembre de 2011 en Wayback Machine. | Tottenham Hotspur    | 10 de septiembre de 2011 | 15:00 |
| Stoke City              | 1 - 0 Archivado el 24 de septiembre de 2011 en Wayback Machine. | Liverpool            | 10 de septiembre de 2011 | 15:00 |
| Sunderland              | 1 - 2 Archivado el 24 de septiembre de 2011 en Wayback Machine. | Chelsea              | 10 de septiembre de 2011 | 15:00 |
| Bolton Wanderers        | 0 - 5 Archivado el 24 de septiembre de 2011 en Wayback Machine. | Manchester United    | 10 de septiembre de 2011 | 17:30 |
| Norwich City            | 0 - 1 Archivado el 25 de septiembre de 2011 en Wayback Machine. | West Bromwich Albion | 11 de septiembre de 2011 | 13:30 |
| Fulham                  | 1 - 1 Archivado el 25 de septiembre de 2011 en Wayback Machine. | Blackburn Rovers     | 11 de septiembre de 2011 | 16:00 |
| Queens Park Rangers     | 0 - 0 Archivado el 24 de septiembre de 2011 en Wayback Machine. | Newcastle United     | 12 de septiembre de 2011 | 20:00 |

| Blackburn Rovers        | 4 - 3 Archivado el 23 de septiembre de 2011 en Wayback Machine. | Arsenal              | 17 de septiembre de 2011 | 12:45 |
| Aston Villa             | 1 - 1 Archivado el 24 de septiembre de 2011 en Wayback Machine. | Newcastle United     | 17 de septiembre de 2011 | 15:00 |
| Bolton Wanderers        | 1 - 2 Archivado el 24 de septiembre de 2011 en Wayback Machine. | Norwich City         | 17 de septiembre de 2011 | 15:00 |
| Everton                 | 3 - 1 Archivado el 23 de septiembre de 2011 en Wayback Machine. | Wigan Athletic       | 17 de septiembre de 2011 | 15:00 |
| Swansea City            | 3 - 0 Archivado el 24 de septiembre de 2011 en Wayback Machine. | West Bromwich Albion | 17 de septiembre de 2011 | 15:00 |
| Wolverhampton Wanderers | 0 - 3 Archivado el 23 de septiembre de 2011 en Wayback Machine. | Queens Park Rangers  | 17 de septiembre de 2011 | 15:00 |
| Tottenham Hotspur       | 4 - 0 Archivado el 23 de septiembre de 2011 en Wayback Machine. | Liverpool            | 18 de septiembre de 2011 | 13:30 |
| Fulham                  | 2 - 2 Archivado el 23 de septiembre de 2011 en Wayback Machine. | Manchester City      | 18 de septiembre de 2011 | 15:00 |
| Sunderland              | 4 - 0 Archivado el 23 de septiembre de 2011 en Wayback Machine. | Stoke City           | 18 de septiembre de 2011 | 15:00 |
| Manchester United       | 3 - 1 Archivado el 23 de septiembre de 2011 en Wayback Machine. | Chelsea              | 18 de septiembre de 2011 | 16:00 |

| Manchester City      | 2 - 0 Archivado el 26 de septiembre de 2011 en Wayback Machine. | Everton                 | 24 de septiembre de 2011 | 12:45 |
| Arsenal              | 3 - 0 Archivado el 26 de septiembre de 2011 en Wayback Machine. | Bolton Wanderers        | 24 de septiembre de 2011 | 15:00 |
| Chelsea              | 4 - 1 Archivado el 26 de septiembre de 2011 en Wayback Machine. | Swansea City            | 24 de septiembre de 2011 | 15:00 |
| Liverpool            | 2 - 1 Archivado el 26 de septiembre de 2011 en Wayback Machine. | Wolverhampton Wanderers | 24 de septiembre de 2011 | 15:00 |
| West Bromwich Albion | 0 - 0 Archivado el 1 de octubre de 2011 en Wayback Machine.     | Fulham                  | 24 de septiembre de 2011 | 15:00 |
| Newcastle United     | 3 - 1 Archivado el 26 de septiembre de 2011 en Wayback Machine. | Blackburn Rovers        | 24 de septiembre de 2011 | 15:00 |
| Wigan Athletic       | 1 - 2 Archivado el 27 de septiembre de 2011 en Wayback Machine. | Tottenham Hotspur       | 24 de septiembre de 2011 | 15:00 |
| Stoke City           | 1 - 1 Archivado el 26 de septiembre de 2011 en Wayback Machine. | Manchester United       | 24 de septiembre de 2011 | 17:30 |
| Queens Park Rangers  | 1 - 1 Archivado el 27 de septiembre de 2011 en Wayback Machine. | Aston Villa             | 25 de septiembre de 2011 | 16:00 |
| Norwich City         | 2 - 1 Archivado el 29 de septiembre de 2011 en Wayback Machine. | Sunderland              | 26 de septiembre de 2011 | 20:00 |

| Everton                 | 0 - 2 Archivado el 3 de octubre de 2011 en Wayback Machine. | Liverpool            | 1 de octubre de 2011 | 12:45 |
| Aston Villa             | 2 - 0 Archivado el 3 de octubre de 2011 en Wayback Machine. | Wigan Athletic       | 1 de octubre de 2011 | 15:00 |
| Blackburn Rovers        | 0 - 4 Archivado el 3 de octubre de 2011 en Wayback Machine. | Manchester City      | 1 de octubre de 2011 | 15:00 |
| Manchester United       | 2 - 0 Archivado el 3 de octubre de 2011 en Wayback Machine. | Norwich City         | 1 de octubre de 2011 | 15:00 |
| Sunderland              | 2 - 2 Archivado el 3 de octubre de 2011 en Wayback Machine. | West Bromwich Albion | 1 de octubre de 2011 | 15:00 |
| Wolverhampton Wanderers | 1 - 2 Archivado el 3 de octubre de 2011 en Wayback Machine. | Newcastle United     | 1 de octubre de 2011 | 15:00 |
| Bolton Wanderers        | 1 - 5 Archivado el 4 de octubre de 2011 en Wayback Machine. | Chelsea              | 2 de octubre de 2011 | 13:30 |
| Fulham                  | 6 - 0 Archivado el 4 de octubre de 2011 en Wayback Machine. | Queens Park Rangers  | 2 de octubre de 2011 | 15:00 |
| Swansea City            | 2 - 0 Archivado el 5 de octubre de 2011 en Wayback Machine. | Stoke City           | 2 de octubre de 2011 | 15:00 |
| Tottenham Hotspur       | 2 - 1 Archivado el 4 de octubre de 2011 en Wayback Machine. | Arsenal              | 2 de octubre de 2011 | 16:00 |

| Liverpool            | 1 - 1 Archivado el 17 de octubre de 2011 en Wayback Machine. | Manchester United       | 15 de octubre de 2011 | 12:45 |
| Manchester City      | 4 - 1 Archivado el 17 de octubre de 2011 en Wayback Machine. | Aston Villa             | 15 de octubre de 2011 | 15:00 |
| Norwich City         | 3 - 1 Archivado el 17 de octubre de 2011 en Wayback Machine. | Swansea City            | 15 de octubre de 2011 | 15:00 |
| Queens Park Rangers  | 1 - 1 Archivado el 17 de octubre de 2011 en Wayback Machine. | Blackburn Rovers        | 15 de octubre de 2011 | 15:00 |
| Stoke City           | 2 - 0 Archivado el 17 de octubre de 2011 en Wayback Machine. | Fulham                  | 15 de octubre de 2011 | 15:00 |
| Wigan Athletic       | 1 - 3 Archivado el 18 de octubre de 2011 en Wayback Machine. | Bolton Wanderers        | 15 de octubre de 2011 | 15:00 |
| Chelsea              | 3 - 1 Archivado el 17 de octubre de 2011 en Wayback Machine. | Everton                 | 15 de octubre de 2011 | 17:30 |
| West Bromwich Albion | 2 - 0 Archivado el 18 de octubre de 2011 en Wayback Machine. | Wolverhampton Wanderers | 16 de octubre de 2011 | 12:00 |
| Arsenal              | 2 - 1 Archivado el 18 de octubre de 2011 en Wayback Machine. | Sunderland              | 16 de octubre de 2011 | 13:30 |
| Newcastle United     | 2 - 2 Archivado el 18 de octubre de 2011 en Wayback Machine. | Tottenham Hotspur       | 16 de octubre de 2011 | 16:00 |

| Wolverhampton Wanderers | 2 - 2 Archivado el 25 de octubre de 2011 en Wayback Machine. | Swansea City         | 22 de octubre de 2011 | 12:45 |
| Aston Villa             | 1 - 2 Archivado el 25 de octubre de 2011 en Wayback Machine. | West Bromwich Albion | 22 de octubre de 2011 | 15:00 |
| Bolton Wanderers        | 0 - 2 Archivado el 24 de octubre de 2011 en Wayback Machine. | Sunderland           | 22 de octubre de 2011 | 15:00 |
| Newcastle United        | 1 - 0 Archivado el 25 de octubre de 2011 en Wayback Machine. | Wigan Athletic       | 22 de octubre de 2011 | 15:00 |
| Liverpool               | 1 - 1 Archivado el 23 de octubre de 2011 en Wayback Machine. | Norwich City         | 22 de octubre de 2011 | 18:30 |
| Manchester United       | 1 - 6 Archivado el 25 de octubre de 2011 en Wayback Machine. | Manchester City      | 23 de octubre de 2011 | 13:30 |
| Arsenal                 | 3 - 1 Archivado el 25 de octubre de 2011 en Wayback Machine. | Stoke City           | 23 de octubre de 2011 | 13:30 |
| Fulham                  | 1 - 3 Archivado el 25 de octubre de 2011 en Wayback Machine. | Everton              | 23 de octubre de 2011 | 13:30 |
| Blackburn Rovers        | 1 - 2 Archivado el 25 de octubre de 2011 en Wayback Machine. | Tottenham Hotspur    | 23 de octubre de 2011 | 15:00 |
| Queens Park Rangers     | 1 - 0 Archivado el 25 de octubre de 2011 en Wayback Machine. | Chelsea              | 23 de octubre de 2011 | 16:00 |

| Everton              | 0 - 1 Archivado el 31 de octubre de 2011 en Wayback Machine.  | Manchester United       | 29 de octubre de 2011 | 12:00 |
| Chelsea              | 3 - 5 Archivado el 31 de octubre de 2011 en Wayback Machine.  | Arsenal                 | 29 de octubre de 2011 | 12:45 |
| Swansea City         | 3 - 1 Archivado el 1 de noviembre de 2011 en Wayback Machine. | Bolton Wanderers        | 29 de octubre de 2011 | 15:00 |
| Wigan Athletic       | 0 - 2 Archivado el 31 de octubre de 2011 en Wayback Machine.  | Fulham                  | 29 de octubre de 2011 | 15:00 |
| Manchester City      | 3 - 1 Archivado el 31 de octubre de 2011 en Wayback Machine.  | Wolverhampton Wanderers | 29 de octubre de 2011 | 15:00 |
| Norwich City         | 3 - 3 Archivado el 1 de noviembre de 2011 en Wayback Machine. | Blackburn Rovers        | 29 de octubre de 2011 | 15:00 |
| Sunderland           | 2 - 2 Archivado el 1 de noviembre de 2011 en Wayback Machine. | Aston Villa             | 29 de octubre de 2011 | 15:00 |
| West Bromwich Albion | 0 - 2 Archivado el 31 de octubre de 2011 en Wayback Machine.  | Liverpool               | 29 de octubre de 2011 | 17:30 |
| Tottenham Hotspur    | 3 - 1 Archivado el 2 de noviembre de 2011 en Wayback Machine. | Queens Park Rangers     | 30 de octubre de 2011 | 16:00 |
| Stoke City           | 1 - 3 Archivado el 2 de noviembre de 2011 en Wayback Machine. | Newcastle United        | 31 de octubre de 2011 | 20:00 |

| Newcastle United        | 2 - 1 Archivado el 28 de noviembre de 2011 en Wayback Machine. | Everton              | 5 de noviembre de 2011 | 12:45 |
| Arsenal                 | 3 - 0 Archivado el 7 de enero de 2012 en Wayback Machine.      | West Bromwich Albion | 5 de noviembre de 2011 | 15:00 |
| Aston Villa             | 3 - 2 Archivado el 10 de diciembre de 2011 en Wayback Machine. | Norwich City         | 5 de noviembre de 2011 | 15:00 |
| Blackburn Rovers        | 0 - 1 Archivado el 9 de diciembre de 2011 en Wayback Machine.  | Chelsea              | 5 de noviembre de 2011 | 15:00 |
| Liverpool               | 0 - 0 Archivado el 10 de diciembre de 2011 en Wayback Machine. | Swansea City         | 5 de noviembre de 2011 | 15:00 |
| Manchester United       | 1 - 0 Archivado el 17 de diciembre de 2011 en Wayback Machine. | Sunderland           | 5 de noviembre de 2011 | 15:00 |
| Queens Park Rangers     | 2 - 3 Archivado el 27 de noviembre de 2011 en Wayback Machine. | Manchester City      | 5 de noviembre de 2011 | 17:30 |
| Wolverhampton Wanderers | 3 - 1 Archivado el 9 de noviembre de 2011 en Wayback Machine.  | Wigan Athletic       | 6 de noviembre de 2011 | 13:30 |
| Bolton Wanderers        | 5 - 0 Archivado el 8 de noviembre de 2011 en Wayback Machine.  | Stoke City           | 6 de noviembre de 2011 | 15:00 |
| Fulham                  | 1 - 3 Archivado el 12 de diciembre de 2011 en Wayback Machine. | Tottenham Hotspur    | 6 de noviembre de 2011 | 16:00 |

| Norwich City         | 1 - 2 Archivado el 17 de diciembre de 2011 en Wayback Machine. | Arsenal                 | 19 de noviembre de 2011 | 12:45 |
| Manchester City      | 3 - 1 Archivado el 22 de diciembre de 2011 en Wayback Machine. | Newcastle United        | 19 de noviembre de 2011 | 15:00 |
| Wigan Athletic       | 3 - 3 Archivado el 22 de diciembre de 2011 en Wayback Machine. | Blackburn Rovers        | 19 de noviembre de 2011 | 15:00 |
| Everton              | 2 - 1 Archivado el 22 de diciembre de 2011 en Wayback Machine. | Wolverhampton Wanderers | 19 de noviembre de 2011 | 15:00 |
| Stoke City           | 2 - 3 Archivado el 22 de diciembre de 2011 en Wayback Machine. | Queens Park Rangers     | 19 de noviembre de 2011 | 15:00 |
| Sunderland           | 0 - 0 Archivado el 22 de diciembre de 2011 en Wayback Machine. | Fulham                  | 19 de noviembre de 2011 | 15:00 |
| West Bromwich Albion | 2 - 1 Archivado el 22 de diciembre de 2011 en Wayback Machine. | Bolton Wanderers        | 19 de noviembre de 2011 | 15:00 |
| Swansea City         | 0 - 1 Archivado el 17 de diciembre de 2011 en Wayback Machine. | Manchester United       | 19 de noviembre de 2011 | 17:30 |
| Chelsea              | 1 - 2 Archivado el 22 de diciembre de 2011 en Wayback Machine. | Liverpool               | 20 de noviembre de 2011 | 16:00 |
| Tottenham Hotspur    | 2 - 0 Archivado el 10 de diciembre de 2011 en Wayback Machine. | Aston Villa             | 21 de noviembre de 2011 | 21:00 |

| Stoke City           | 3 - 1 Archivado el 29 de noviembre de 2011 en Wayback Machine. | Blackburn Rovers        | 26 de noviembre de 2011 | 12:45 |
| Bolton Wanderers     | 0 - 2 Archivado el 29 de noviembre de 2011 en Wayback Machine. | Everton                 | 26 de noviembre de 2011 | 15:00 |
| Chelsea              | 3 - 0 Archivado el 29 de noviembre de 2011 en Wayback Machine. | Wolverhampton Wanderers | 26 de noviembre de 2011 | 15:00 |
| Manchester United    | 1 - 1 Archivado el 14 de diciembre de 2011 en Wayback Machine. | Newcastle United        | 26 de noviembre de 2011 | 15:00 |
| Norwich City         | 2 - 1 Archivado el 29 de noviembre de 2011 en Wayback Machine. | Queens Park Rangers     | 26 de noviembre de 2011 | 15:00 |
| Sunderland           | 1 - 2 Archivado el 29 de noviembre de 2011 en Wayback Machine. | Wigan Athletic          | 26 de noviembre de 2011 | 15:00 |
| West Bromwich Albion | 1 - 3 Archivado el 29 de noviembre de 2011 en Wayback Machine. | Tottenham Hotspur       | 26 de noviembre de 2011 | 15:00 |
| Arsenal              | 1 - 1 Archivado el 29 de noviembre de 2011 en Wayback Machine. | Fulham                  | 26 de noviembre de 2011 | 17:30 |
| Swansea City         | 0 - 0 Archivado el 31 de diciembre de 2011 en Wayback Machine. | Aston Villa             | 27 de noviembre de 2011 | 13:30 |
| Liverpool            | 1 - 1 Archivado el 30 de diciembre de 2011 en Wayback Machine. | Manchester City         | 27 de noviembre de 2011 | 16:00 |

| Newcastle United        | 0 - 3 Archivado el 17 de diciembre de 2011 en Wayback Machine.                                          | Chelsea              | 3 de diciembre de 2011 | 12:45 |
| Blackburn Rovers        | 4 - 2 Archivado el 5 de diciembre de 2011 en Wayback Machine.                                           | Swansea City         | 3 de diciembre de 2011 | 16:00 |
| Manchester City         | 5 - 1 Archivado el 3 de diciembre de 2011 en Wayback Machine.                                           | Norwich City         | 3 de diciembre de 2011 | 16:00 |
| Queens Park Rangers     | 1 - 1 Archivado el 3 de diciembre de 2011 en Wayback Machine.                                           | West Bromwich Albion | 3 de diciembre de 2011 | 16:00 |
| Tottenham Hotspur       | 3 - 0                                                                                                   | Bolton Wanderers     | 3 de diciembre de 2011 | 16:00 |
| Wigan Athletic          | 0 - 4 Archivado el 2 de diciembre de 2011 en Wayback Machine.                                           | Arsenal              | 3 de diciembre de 2011 | 16:00 |
| Aston Villa             | 0 - 1 Archivado el 3 de diciembre de 2011 en Wayback Machine.                                           | Manchester United    | 3 de diciembre de 2011 | 17:30 |
| Everton                 | 0 - 1 Archivado el 5 de diciembre de 2011 en Wayback Machine.                                           | Stoke City           | 4 de diciembre de 2011 | 15:00 |
| Wolverhampton Wanderers | 2 - 1 (enlace roto disponible en Internet Archive; véase el historial, la primera versión y la última). | Sunderland           | 4 de diciembre de 2011 | 16:00 |
| Fulham                  | 1 - 0 Archivado el 4 de diciembre de 2011 en Wayback Machine.                                           | Liverpool            | 5 de diciembre de 2011 | 20:00 |

| Arsenal              | 1 - 0 Archivado el 5 de diciembre de 2011 en Wayback Machine. | Everton                 | 10 de diciembre de 2011 | 15:00 |
| Bolton Wanderers     | 1 - 2 Archivado el 4 de diciembre de 2011 en Wayback Machine. | Aston Villa             | 10 de diciembre de 2011 | 15:00 |
| Liverpool            | 1 - 0 Archivado el 5 de diciembre de 2011 en Wayback Machine. | Queens Park Rangers     | 10 de diciembre de 2011 | 15:00 |
| Manchester United    | 4 - 1                                                         | Wolverhampton Wanderers | 10 de diciembre de 2011 | 15:00 |
| Norwich City         | 4 - 2 Archivado el 4 de diciembre de 2011 en Wayback Machine. | Newcastle United        | 10 de diciembre de 2011 | 15:00 |
| Swansea City         | 2 - 0 Archivado el 4 de diciembre de 2011 en Wayback Machine. | Fulham                  | 10 de diciembre de 2011 | 15:00 |
| West Bromwich Albion | 1 - 2 Archivado el 4 de diciembre de 2011 en Wayback Machine. | Wigan Athletic          | 10 de diciembre de 2011 | 15:00 |
| Sunderland           | 2 - 1 Archivado el 4 de diciembre de 2011 en Wayback Machine. | Blackburn Rovers        | 11 de diciembre de 2011 | 13:30 |
| Stoke City           | 2 - 1                                                         | Tottenham Hotspur       | 11 de diciembre de 2011 | 16:00 |
| Chelsea              | 2 - 1 Archivado el 4 de diciembre de 2011 en Wayback Machine. | Manchester City         | 12 de diciembre de 2011 | 21:00 |

| Blackburn Rovers        | 1 - 2 Archivado el 4 de diciembre de 2011 en Wayback Machine. | West Bromwich Albion | 17 de diciembre de 2011 | 15:00 |
| Everton                 | 1 - 1 Archivado el 4 de diciembre de 2011 en Wayback Machine. | Norwich City         | 17 de diciembre de 2011 | 15:00 |
| Fulham                  | 2 - 0 Archivado el 4 de diciembre de 2011 en Wayback Machine. | Bolton Wanderers     | 17 de diciembre de 2011 | 15:00 |
| Newcastle United        | 0 - 0 Archivado el 4 de diciembre de 2011 en Wayback Machine. | Swansea City         | 17 de diciembre de 2011 | 15:00 |
| Wolverhampton Wanderers | 1 - 2                                                         | Stoke City           | 17 de diciembre de 2011 | 15:00 |
| Wigan Athletic          | 1 - 1 Archivado el 4 de diciembre de 2011 en Wayback Machine. | Chelsea              | 17 de diciembre de 2011 | 17:30 |
| Queens Park Rangers     | 0 - 2 Archivado el 4 de diciembre de 2011 en Wayback Machine. | Manchester United    | 18 de diciembre de 2011 | 12:00 |
| Aston Villa             | 0 - 2 Archivado el 7 de diciembre de 2011 en Wayback Machine. | Liverpool            | 18 de diciembre de 2011 | 14:05 |
| Tottenham Hotspur       | 1 - 0                                                         | Sunderland           | 18 de diciembre de 2011 | 15:00 |
| Manchester City         | 1 - 0 Archivado el 7 de diciembre de 2011 en Wayback Machine. | Arsenal              | 18 de diciembre de 2011 | 16:10 |

| Wolverhampton Wanderers | 2 - 2                                                                                                   | Norwich City         | 20 de diciembre de 2011 | 19:45 |
| Blackburn Rovers        | 1 - 2 (enlace roto disponible en Internet Archive; véase el historial, la primera versión y la última). | Bolton Wanderers     | 20 de diciembre de 2011 | 20:00 |
| Aston Villa             | 1 - 2 (enlace roto disponible en Internet Archive; véase el historial, la primera versión y la última). | Arsenal              | 21 de diciembre de 2011 | 19:45 |
| Manchester City         | 3 - 0 (enlace roto disponible en Internet Archive; véase el historial, la primera versión y la última). | Stoke City           | 21 de diciembre de 2011 | 19:45 |
| Newcastle United        | 2 - 3 Archivado el 10 de enero de 2012 en Wayback Machine.                                              | West Bromwich Albion | 21 de diciembre de 2011 | 19:45 |
| Everton                 | 1 - 0 (enlace roto disponible en Internet Archive; véase el historial, la primera versión y la última). | Swansea City         | 21 de diciembre de 2011 | 20:00 |
| Fulham                  | 0 - 5 Archivado el 7 de enero de 2012 en Wayback Machine.                                               | Manchester United    | 21 de diciembre de 2011 | 20:00 |
| Queens Park Rangers     | 2 - 3 (enlace roto disponible en Internet Archive; véase el historial, la primera versión y la última). | Sunderland           | 21 de diciembre de 2011 | 20:00 |
| Wigan Athletic          | 0 - 0 Archivado el 7 de enero de 2012 en Wayback Machine.                                               | Liverpool            | 21 de diciembre de 2011 | 20:00 |
| Tottenham Hotspur       | 1 - 1                                                                                                   | Chelsea              | 22 de diciembre de 2011 | 20:00 |

| Chelsea              | 1 - 1 Archivado el 7 de enero de 2012 en Wayback Machine.                                               | Fulham                  | 26 de diciembre de 2011 | 13:00 |
| Bolton Wanderers     | 0 - 2 Archivado el 8 de enero de 2012 en Wayback Machine.                                               | Newcastle United        | 26 de diciembre de 2011 | 15:00 |
| Liverpool            | 1 - 1 Archivado el 7 de enero de 2012 en Wayback Machine.                                               | Blackburn Rovers        | 26 de diciembre de 2011 | 15:00 |
| Manchester United    | 5 - 0 (enlace roto disponible en Internet Archive; véase el historial, la primera versión y la última). | Wigan Athletic          | 26 de diciembre de 2011 | 15:00 |
| Sunderland           | 1 - 1 Archivado el 7 de enero de 2012 en Wayback Machine.                                               | Everton                 | 26 de diciembre de 2011 | 15:00 |
| West Bromwich Albion | 0 - 0 Archivado el 7 de enero de 2012 en Wayback Machine.                                               | Manchester City         | 26 de diciembre de 2011 | 15:00 |
| Stoke City           | 0 - 0 Archivado el 8 de enero de 2012 en Wayback Machine.                                               | Aston Villa             | 26 de diciembre de 2011 | 19:45 |
| Arsenal              | 1 - 1                                                                                                   | Wolverhampton Wanderers | 27 de diciembre de 2011 | 15:00 |
| Swansea City         | 1 - 1 Archivado el 8 de enero de 2012 en Wayback Machine.                                               | Queens Park Rangers     | 27 de diciembre de 2011 | 17:00 |
| Norwich City         | 0 - 2                                                                                                   | Tottenham Hotspur       | 27 de diciembre de 2011 | 19:30 |

| Liverpool            | 3 - 1 Archivado el 7 de enero de 2012 en Wayback Machine.  | Newcastle United        | 30 de diciembre de 2011 | 19:45 |
| Manchester United    | 2 - 3 Archivado el 7 de enero de 2012 en Wayback Machine.  | Blackburn Rovers        | 31 de diciembre de 2011 | 12:45 |
| Arsenal              | 1 - 0 Archivado el 7 de enero de 2012 en Wayback Machine.  | Queens Park Rangers     | 31 de diciembre de 2011 | 15:00 |
| Bolton Wanderers     | 1 - 1                                                      | Wolverhampton Wanderers | 31 de diciembre de 2011 | 15:00 |
| Chelsea              | 1 - 3 Archivado el 7 de enero de 2012 en Wayback Machine.  | Aston Villa             | 31 de diciembre de 2011 | 15:00 |
| Norwich City         | 1 - 1 Archivado el 8 de enero de 2012 en Wayback Machine.  | Fulham                  | 31 de diciembre de 2011 | 15:00 |
| Stoke City           | 2 - 2 Archivado el 11 de enero de 2012 en Wayback Machine. | Wigan Athletic          | 31 de diciembre de 2011 | 15:00 |
| Swansea City         | 1 - 1                                                      | Tottenham Hotspur       | 31 de diciembre de 2011 | 15:00 |
| West Bromwich Albion | 0 - 1 Archivado el 9 de enero de 2012 en Wayback Machine.  | Everton                 | 1 de enero de 2012      | 13:30 |
| Sunderland           | 1 - 0 Archivado el 7 de enero de 2012 en Wayback Machine.  | Manchester City         | 1 de enero de 2012      | 15:00 |

| Aston Villa             | 0 - 2 Archivado el 10 de enero de 2012 en Wayback Machine. | Swansea City         | 2 de enero de 2012 | 15:00 |
| Blackburn Rovers        | 1 - 2 Archivado el 8 de enero de 2012 en Wayback Machine.  | Stoke City           | 2 de enero de 2012 | 15:00 |
| Queens Park Rangers     | 1 - 2 Archivado el 20 de abril de 2012 en Wayback Machine. | Norwich City         | 2 de enero de 2012 | 15:00 |
| Wolverhampton Wanderers | 1 - 2                                                      | Chelsea              | 2 de enero de 2012 | 15:00 |
| Fulham                  | 2 - 1 Archivado el 8 de enero de 2012 en Wayback Machine.  | Arsenal              | 2 de enero de 2012 | 17:30 |
| Tottenham Hotspur       | 1 - 0                                                      | West Bromwich Albion | 3 de enero de 2012 | 19:45 |
| Wigan Athletic          | 1 - 4 Archivado el 9 de enero de 2012 en Wayback Machine.  | Sunderland           | 3 de enero de 2012 | 19:45 |
| Manchester City         | 3 - 0 Archivado el 8 de enero de 2012 en Wayback Machine.  | Liverpool            | 3 de enero de 2012 | 20:00 |
| Everton                 | 1 - 2 Archivado el 10 de enero de 2012 en Wayback Machine. | Bolton Wanderers     | 4 de enero de 2012 | 20:00 |
| Newcastle United        | 3 - 0 Archivado el 8 de enero de 2012 en Wayback Machine.  | Manchester United    | 4 de enero de 2012 | 20:00 |

| Aston Villa          | 1 - 1 (enlace roto disponible en Internet Archive; véase el historial, la primera versión y la última). | Everton                 | 14 de enero de 2012 | 15:00 |
| Blackburn Rovers     | 3 - 1 (enlace roto disponible en Internet Archive; véase el historial, la primera versión y la última). | Fulham                  | 14 de enero de 2012 | 15:00 |
| Chelsea              | 1 - 0 Archivado el 11 de enero de 2012 en Wayback Machine.                                              | Sunderland              | 14 de enero de 2012 | 15:00 |
| Liverpool            | 0 - 0 (enlace roto disponible en Internet Archive; véase el historial, la primera versión y la última). | Stoke City              | 14 de enero de 2012 | 15:00 |
| Manchester United    | 3 - 0 Archivado el 11 de enero de 2012 en Wayback Machine.                                              | Bolton Wanderers        | 14 de enero de 2012 | 15:00 |
| Tottenham Hotspur    | 1 - 1                                                                                                   | Wolverhampton Wanderers | 14 de enero de 2012 | 15:00 |
| West Bromwich Albion | 1 - 2 Archivado el 15 de enero de 2012 en Wayback Machine.                                              | Norwich City            | 14 de enero de 2012 | 15:00 |
| Newcastle United     | 1 - 0 Archivado el 13 de enero de 2012 en Wayback Machine.                                              | Queens Park Rangers     | 15 de enero de 2012 | 13:30 |
| Swansea City         | 3 - 2 Archivado el 15 de enero de 2012 en Wayback Machine.                                              | Arsenal                 | 15 de enero de 2012 | 16:00 |
| Wigan Ahtletic       | 0 - 1 Archivado el 14 de enero de 2012 en Wayback Machine.                                              | Manchester City         | 16 de enero de 2012 | 20:00 |

| Norwich City            | 0 - 0 Archivado el 22 de enero de 2012 en Wayback Machine. | Chelsea              | 21 de enero de 2012 | 12:45 |
| Everton                 | 1 - 1 Archivado el 15 de enero de 2012 en Wayback Machine. | Blackburn Rovers     | 21 de enero de 2012 | 15:00 |
| Fulham                  | 5 - 2 Archivado el 20 de enero de 2012 en Wayback Machine. | Newcastle United     | 21 de enero de 2012 | 15:00 |
| Queens Park Rangers     | 3 - 1 Archivado el 18 de enero de 2012 en Wayback Machine. | Wigan Ahtletic       | 21 de enero de 2012 | 15:00 |
| Stoke City              | 1 - 2 Archivado el 24 de enero de 2012 en Wayback Machine. | West Bromwich Albion | 21 de enero de 2012 | 15:00 |
| Sunderland              | 2 - 0 Archivado el 23 de enero de 2012 en Wayback Machine. | Swansea City         | 21 de enero de 2012 | 15:00 |
| Wolverhampton Wanderers | 2 - 3                                                      | Aston Villa          | 21 de enero de 2012 | 15:00 |
| Bolton Wanderers        | 3 - 1 Archivado el 18 de enero de 2012 en Wayback Machine. | Liverpool            | 21 de enero de 2012 | 17:30 |
| Manchester City         | 3 - 2                                                      | Tottenham Hotspur    | 22 de enero de 2012 | 13:30 |
| Arsenal                 | 1 - 2 Archivado el 24 de enero de 2012 en Wayback Machine. | Manchester United    | 22 de enero de 2012 | 16:00 |

| Swansea City            | 1 - 1 Archivado el 3 de febrero de 2012 en Wayback Machine. | Chelsea              | 31 de enero de 2012  | 19:45 |
| Tottenham Hotspur       | 3 - 1                                                       | Wigan Athletic       | 31 de enero de 2012  | 19:45 |
| Wolverhampton Wanderers | 0 - 3                                                       | Liverpool            | 31 de enero de 2012  | 19:45 |
| Everton                 | 1 - 0 Archivado el 31 de enero de 2012 en Wayback Machine.  | Manchester City      | 31 de enero de 2012  | 20:00 |
| Manchester United       | 2 - 0 Archivado el 8 de febrero de 2012 en Wayback Machine. | Stoke City           | 31 de enero de 2012  | 20:00 |
| Aston Villa             | 2 - 2 Archivado el 1 de febrero de 2012 en Wayback Machine. | Queens Park Rangers  | 1 de febrero de 2012 | 19:45 |
| Blackburn Rovers        | 0 - 2 Archivado el 5 de febrero de 2012 en Wayback Machine. | Newcastle United     | 1 de febrero de 2012 | 20:00 |
| Bolton Wanderers        | 0 - 0                                                       | Arsenal              | 1 de febrero de 2012 | 20:00 |
| Fulham                  | 1 - 1 Archivado el 3 de febrero de 2012 en Wayback Machine. | West Bromwich Albion | 1 de febrero de 2012 | 20:00 |
| Sunderland              | 3 - 0 Archivado el 4 de febrero de 2012 en Wayback Machine. | Norwich City         | 1 de febrero de 2012 | 20:00 |

| Arsenal              | 7 - 1 Archivado el 4 de febrero de 2012 en Wayback Machine. | Blackburn Rovers        | 4 de febrero de 2012 | 13:00 |
| Norwich City         | 2 - 0 Archivado el 7 de febrero de 2012 en Wayback Machine. | Bolton Wanderers        | 4 de febrero de 2012 | 15:00 |
| Queens Park Rangers  | 1 - 2                                                       | Wolverhampton Wanderers | 4 de febrero de 2012 | 15:00 |
| Stoke City           | 0 - 1 Archivado el 6 de febrero de 2012 en Wayback Machine. | Sunderland              | 4 de febrero de 2012 | 15:00 |
| West Bromwich Albion | 1 - 2 Archivado el 5 de febrero de 2012 en Wayback Machine. | Swansea City            | 4 de febrero de 2012 | 15:00 |
| Wigan Athletic       | 1 - 1 Archivado el 7 de febrero de 2012 en Wayback Machine. | Everton                 | 4 de febrero de 2012 | 15:00 |
| Manchester City      | 3 - 0 Archivado el 4 de febrero de 2012 en Wayback Machine. | Fulham                  | 4 de febrero de 2012 | 17:30 |
| Newcastle United     | 2 - 1 Archivado el 7 de febrero de 2012 en Wayback Machine. | Aston Villa             | 5 de febrero de 2012 | 13:30 |
| Chelsea              | 3 - 3                                                       | Manchester United       | 5 de febrero de 2012 | 16:00 |
| Liverpool            | 0 - 0                                                       | Tottenham Hotspur       | 6 de febrero de 2012 | 20:00 |

| Manchester United       | 2 - 1 Archivado el 15 de febrero de 2012 en Wayback Machine. | Liverpool            | 11 de febrero de 2012 | 12:45 |
| Blackburn Rovers        | 3 - 2 Archivado el 8 de febrero de 2012 en Wayback Machine.  | Queens Park Rangers  | 11 de febrero de 2012 | 16:00 |
| Bolton Wanderers        | 1 - 2 Archivado el 14 de febrero de 2012 en Wayback Machine. | Wigan Athletic       | 11 de febrero de 2012 | 16:00 |
| Everton                 | 2 - 0 Archivado el 14 de febrero de 2012 en Wayback Machine. | Chelsea              | 11 de febrero de 2012 | 16:00 |
| Fulham                  | 2 - 1 Archivado el 14 de febrero de 2012 en Wayback Machine. | Stoke City           | 11 de febrero de 2012 | 16:00 |
| Sunderland              | 1 - 2 Archivado el 11 de febrero de 2012 en Wayback Machine. | Arsenal              | 11 de febrero de 2012 | 16:00 |
| Swansea City            | 2 - 3 Archivado el 14 de febrero de 2012 en Wayback Machine. | Norwich City         | 11 de febrero de 2012 | 16:00 |
| Tottenham Hotspur       | 5 - 0                                                        | Newcastle United     | 11 de febrero de 2012 | 17:30 |
| Wolverhampton Wanderers | 1 - 5                                                        | West Bromwich Albion | 12 de febrero de 2012 | 13:30 |
| Aston Villa             | 0 - 1                                                        | Manchester City      | 12 de febrero de 2012 | 16:00 |

| Chelsea              | 3 - 0 Archivado el 15 de febrero de 2012 en Wayback Machine. | Bolton Wanderers        | 25 de febrero de 2012 | 15:00 |
| Newcastle United     | 2 - 2                                                        | Wolverhampton Wanderers | 25 de febrero de 2012 | 15:00 |
| Queens Park Rangers  | 0 - 1 Archivado el 18 de febrero de 2012 en Wayback Machine. | Fulham                  | 25 de febrero de 2012 | 15:00 |
| West Bromwich Albion | 4 - 0 Archivado el 21 de febrero de 2012 en Wayback Machine. | Sunderland              | 25 de febrero de 2012 | 15:00 |
| Wigan Ahtletic       | 0 - 0 Archivado el 23 de febrero de 2012 en Wayback Machine. | Aston Villa             | 25 de febrero de 2012 | 15:00 |
| Manchester City      | 3 - 0 Archivado el 14 de febrero de 2012 en Wayback Machine. | Blackburn Rovers        | 25 de febrero de 2012 | 17:30 |
| Norwich City         | 1 - 2 Archivado el 24 de febrero de 2012 en Wayback Machine. | Manchester United       | 26 de febrero de 2012 | 13:30 |
| Arsenal              | 5 - 2                                                        | Tottenham Hotspur       | 26 de febrero de 2012 | 13:30 |
| Stoke City           | 2 - 0                                                        | Swansea City            | 26 de febrero de 2012 | 15:00 |
| Liverpool            | 3 - 0 Archivado el 14 de marzo de 2012 en Wayback Machine.   | Everton                 | 13 de marzo de 2012   | 20:00 |

| Liverpool            | 1 - 2 Archivado el 21 de enero de 2012 en Wayback Machine.   | Arsenal                 | 3 de marzo de 2012 | 12:45 |
| Blackburn Rovers     | 1 - 1 Archivado el 6 de marzo de 2012 en Wayback Machine.    | Aston Villa             | 3 de marzo de 2012 | 15:00 |
| Manchester City      | 2 - 0 Archivado el 23 de febrero de 2012 en Wayback Machine. | Bolton Wanderers        | 3 de marzo de 2012 | 15:00 |
| Queens Park Rangers  | 1 - 1 Archivado el 15 de febrero de 2012 en Wayback Machine. | Everton                 | 3 de marzo de 2012 | 15:00 |
| Stoke City           | 1 - 0 Archivado el 23 de febrero de 2012 en Wayback Machine. | Norwich City            | 3 de marzo de 2012 | 15:00 |
| West Bromwich Albion | 1 - 0 Archivado el 23 de febrero de 2012 en Wayback Machine. | Chelsea                 | 3 de marzo de 2012 | 15:00 |
| Wigan Ahtletic       | 0 - 2 Archivado el 23 de febrero de 2012 en Wayback Machine. | Swansea City            | 3 de marzo de 2012 | 15:00 |
| Newcastle United     | 1 - 1 Archivado el 23 de febrero de 2012 en Wayback Machine. | Sunderland              | 4 de marzo de 2012 | 12:00 |
| Fulham               | 5 - 0                                                        | Wolverhampton Wanderers | 4 de marzo de 2012 | 14:05 |
| Tottenham Hotspur    | 1 - 3                                                        | Manchester United       | 4 de marzo de 2012 | 16:10 |

| Bolton Wanderers        | 2 - 1 Archivado el 8 de marzo de 2012 en Wayback Machine.    | Queens Park Rangers  | 10 de marzo de 2012 | 12:45 |
| Aston Villa             | 1 - 0 Archivado el 7 de marzo de 2012 en Wayback Machine.    | Fulham               | 10 de marzo de 2012 | 15:00 |
| Chelsea                 | 1 - 0 Archivado el 22 de febrero de 2012 en Wayback Machine. | Stoke City           | 10 de marzo de 2012 | 15:00 |
| Sunderland              | 1 - 0 Archivado el 23 de febrero de 2012 en Wayback Machine. | Liverpool            | 10 de marzo de 2012 | 15:00 |
| Wolverhampton Wanderers | 0 - 2                                                        | Blackburn Rovers     | 10 de marzo de 2012 | 15:00 |
| Everton                 | 1 - 0                                                        | Tottenham Hotspur    | 10 de marzo de 2012 | 17:30 |
| Manchester United       | 2 - 0 Archivado el 11 de marzo de 2012 en Wayback Machine.   | West Bromwich Albion | 11 de marzo de 2012 | 14:00 |
| Swansea City            | 1 - 0 Archivado el 11 de marzo de 2012 en Wayback Machine.   | Manchester City      | 11 de marzo de 2012 | 14:00 |
| Norwich City            | 1 - 1 Archivado el 19 de abril de 2012 en Wayback Machine.   | Wigan Ahtletic       | 11 de marzo de 2012 | 16:00 |
| Arsenal                 | 2 - 1 Archivado el 6 de marzo de 2012 en Wayback Machine.    | Newcastle United     | 12 de marzo de 2012 | 20:00 |

| Fulham                  | 0 - 3 Archivado el 20 de marzo de 2012 en Wayback Machine. | Swansea City         | 17 de marzo de 2012 | 15:00 |
| Wigan Athletic          | 1 - 1 Archivado el 20 de marzo de 2012 en Wayback Machine. | West Bromwich Albion | 17 de marzo de 2012 | 15:00 |
| Wolverhampton Wanderers | 0 - 5                                                      | Manchester United    | 18 de marzo de 2012 | 13:30 |
| Newcastle United        | 1 - 0 Archivado el 21 de marzo de 2012 en Wayback Machine. | Norwich City         | 18 de marzo de 2012 | 16:00 |
| Blackburn Rovers        | 2 - 0 Archivado el 19 de marzo de 2012 en Wayback Machine. | Sunderland           | 20 de marzo de 2012 | 20:00 |
| Manchester City         | 2 - 1 Archivado el 14 de marzo de 2012 en Wayback Machine. | Chelsea              | 21 de marzo de 2012 | 19:45 |
| Tottenham Hotspur       | 1 - 1                                                      | Stoke City           | 21 de marzo de 2012 | 19:45 |
| Everton                 | 0 - 1 Archivado el 19 de marzo de 2012 en Wayback Machine. | Arsenal              | 21 de marzo de 2012 | 20:00 |
| Queens Park Rangers     | 3 - 2 Archivado el 17 de marzo de 2012 en Wayback Machine. | Liverpool            | 21 de marzo de 2012 | 20:00 |
| Aston Villa             | 1 - 2 Archivado el 22 de abril de 2012 en Wayback Machine. | Bolton Wanderers     | 24 de abril de 2012 | 19:45 |

| Chelsea              | 0 - 0                                                      | Tottenham Hotspur       | 24 de marzo de 2012 | 12:45 |
| Arsenal              | 3 - 0 Archivado el 24 de marzo de 2012 en Wayback Machine. | Aston Villa             | 24 de marzo de 2012 | 15:00 |
| Bolton Wanderers     | 2 - 1 Archivado el 25 de marzo de 2012 en Wayback Machine. | Blackburn Rovers        | 24 de marzo de 2012 | 15:00 |
| Liverpool            | 1 - 2 Archivado el 24 de marzo de 2012 en Wayback Machine. | Wigan Athletic          | 24 de marzo de 2012 | 15:00 |
| Norwich City         | 2 - 1                                                      | Wolverhampton Wanderers | 24 de marzo de 2012 | 15:00 |
| Sunderland           | 3 - 1 Archivado el 25 de marzo de 2012 en Wayback Machine. | Queens Park Rangers     | 24 de marzo de 2012 | 15:00 |
| Swansea City         | 0 - 2 Archivado el 25 de marzo de 2012 en Wayback Machine. | Everton                 | 24 de marzo de 2012 | 15:00 |
| Stoke City           | 1 - 1 Archivado el 25 de marzo de 2012 en Wayback Machine. | Manchester City         | 24 de marzo de 2012 | 17:30 |
| West Bromwich Albion | 1 - 3 Archivado el 25 de marzo de 2012 en Wayback Machine. | Newcastle United        | 25 de marzo de 2012 | 16:00 |
| Manchester United    | 1 - 0 Archivado el 22 de marzo de 2012 en Wayback Machine. | Fulham                  | 26 de marzo de 2012 | 20:00 |

| Aston Villa             | 2 - 4 Archivado el 25 de marzo de 2012 en Wayback Machine. | Chelsea              | 31 de marzo de 2012 | 15:00 |
| Everton                 | 2 - 0 Archivado el 2 de abril de 2012 en Wayback Machine.  | West Bromwich Albion | 31 de marzo de 2012 | 15:00 |
| Fulham                  | 2 - 1 Archivado el 31 de marzo de 2012 en Wayback Machine. | Norwich City         | 31 de marzo de 2012 | 15:00 |
| Manchester City         | 3 - 3 Archivado el 25 de marzo de 2012 en Wayback Machine. | Sunderland           | 31 de marzo de 2012 | 15:00 |
| Queens Park Rangers     | 2 - 1 Archivado el 25 de marzo de 2012 en Wayback Machine. | Arsenal              | 31 de marzo de 2012 | 15:00 |
| Wigan Athletic          | 2 - 0 Archivado el 19 de marzo de 2012 en Wayback Machine. | Stoke City           | 31 de marzo de 2012 | 15:00 |
| Wolverhampton Wanderers | 2 - 3                                                      | Bolton Wanderers     | 31 de marzo de 2012 | 15:00 |
| Newcastle United        | 2 - 0 Archivado el 2 de julio de 2012 en Wayback Machine.  | Liverpool            | 1 de abril de 2012  | 13:30 |
| Tottenham Hotspur       | 3 - 1                                                      | Swansea City         | 1 de abril de 2012  | 16:00 |
| Blackburn Rovers        | 0 - 2 Archivado el 31 de marzo de 2012 en Wayback Machine. | Manchester United    | 2 de abril de 2012  | 20:00 |

| Swansea City         | 0 - 2 Archivado el 5 de abril de 2012 en Wayback Machine.  | Newcastle United        | 6 de abril de 2012 | 16:30 |
| Sunderland           | 0 - 0                                                      | Tottenham Hotspur       | 7 de abril de 2012 | 12:45 |
| Bolton Wanderers     | 0 - 3 Archivado el 9 de abril de 2012 en Wayback Machine.  | Fulham                  | 7 de abril de 2012 | 15:00 |
| Chelsea              | 2 - 1 Archivado el 6 de abril de 2012 en Wayback Machine.  | Wigan Athletic          | 7 de abril de 2012 | 15:00 |
| Liverpool            | 1 - 1 Archivado el 7 de abril de 2012 en Wayback Machine.  | Aston Villa             | 7 de abril de 2012 | 15:00 |
| Norwich City         | 2 - 2 Archivado el 8 de abril de 2012 en Wayback Machine.  | Everton                 | 7 de abril de 2012 | 15:00 |
| West Bromwich Albion | 3 - 0 Archivado el 9 de abril de 2012 en Wayback Machine.  | Blackburn Rovers        | 7 de abril de 2012 | 15:00 |
| Stoke City           | 2 - 1                                                      | Wolverhampton Wanderers | 7 de abril de 2012 | 17:30 |
| Manchester United    | 2 - 0 Archivado el 3 de abril de 2012 en Wayback Machine.  | Queens Park Rangers     | 8 de abril de 2012 | 13:30 |
| Arsenal              | 1 - 0 Archivado el 21 de abril de 2012 en Wayback Machine. | Manchester City         | 8 de abril de 2012 | 16:00 |

| Everton                 | 4 - 0 Archivado el 13 de abril de 2012 en Wayback Machine. | Sunderland           | 9 de abril de 2012  | 15:00 |
| Newcastle United        | 2 - 0 Archivado el 11 de abril de 2012 en Wayback Machine. | Bolton Wanderers     | 9 de abril de 2012  | 15:00 |
| Tottenham Hotspur       | 1 - 2                                                      | Norwich City         | 9 de abril de 2012  | 15:00 |
| Aston Villa             | 1 - 1 Archivado el 13 de abril de 2012 en Wayback Machine. | Stoke City           | 9 de abril de 2012  | 17:30 |
| Fulham                  | 1 - 1 Archivado el 3 de abril de 2012 en Wayback Machine.  | Chelsea              | 9 de abril de 2012  | 20:00 |
| Blackburn Rovers        | 2 - 3 Archivado el 9 de abril de 2012 en Wayback Machine.  | Liverpool            | 10 de abril de 2012 | 20:00 |
| Manchester City         | 4 - 0 Archivado el 12 de abril de 2012 en Wayback Machine. | West Bromwich Albion | 11 de abril de 2012 | 19:45 |
| Wigan Athletic          | 1 - 0 Archivado el 11 de abril de 2012 en Wayback Machine. | Manchester United    | 11 de abril de 2012 | 19:45 |
| Wolverhampton Wanderers | 0 - 3                                                      | Arsenal              | 11 de abril de 2012 | 19:45 |
| Queens Park Rangers     | 3 - 0 Archivado el 13 de abril de 2012 en Wayback Machine. | Swansea City         | 11 de abril de 2012 | 20:00 |

| Norwich City         | 1 - 6 Archivado el 13 de abril de 2012 en Wayback Machine. | Manchester City         | 14 de abril de 2012 | 12:45 |
| Sunderland           | 0 - 0                                                      | Wolverhampton Wanderers | 14 de abril de 2012 | 15:00 |
| Swansea City         | 3 - 0 Archivado el 14 de abril de 2012 en Wayback Machine. | Blackburn Rovers        | 14 de abril de 2012 | 15:00 |
| West Bromwich Albion | 1 - 0 Archivado el 14 de abril de 2012 en Wayback Machine. | Queens Park Rangers     | 14 de abril de 2012 | 15:00 |
| Manchester United    | 4 - 0 Archivado el 13 de abril de 2012 en Wayback Machine. | Aston Villa             | 15 de abril de 2012 | 16:00 |
| Arsenal              | 1 - 2 Archivado el 14 de abril de 2012 en Wayback Machine. | Wigan Athletic          | 16 de abril de 2012 | 20:00 |
| Liverpool            | 0 - 1 Archivado el 30 de abril de 2012 en Wayback Machine. | Fulham                  | 1 de mayo de 2012   | 19:45 |
| Stoke City           | 1 - 1 Archivado el 1 de mayo de 2012 en Wayback Machine.   | Everton                 | 1 de mayo de 2012   | 19:45 |
| Chelsea              | 0 - 2 Archivado el 1 de mayo de 2012 en Wayback Machine.   | Newcastle United        | 2 de mayo de 2012   | 19:45 |
| Bolton Wanderers     | 1 - 4                                                      | Tottenham Hotspur       | 2 de mayo de 2012   | 20:00 |

| Arsenal                 | 0 - 0 Archivado el 21 de abril de 2012 en Wayback Machine. | Chelsea              | 21 de abril de 2012 | 12:45 |
| Aston Villa             | 0 - 0 Archivado el 20 de abril de 2012 en Wayback Machine. | Sunderland           | 21 de abril de 2012 | 15:00 |
| Blackburn Rovers        | 2 - 0 Archivado el 24 de abril de 2012 en Wayback Machine. | Norwich City         | 21 de abril de 2012 | 15:00 |
| Bolton Wanderers        | 1 - 1 Archivado el 22 de abril de 2012 en Wayback Machine. | Swansea City         | 21 de abril de 2012 | 15:00 |
| Fulham                  | 2 - 1 Archivado el 14 de abril de 2012 en Wayback Machine. | Wigan Athletic       | 21 de abril de 2012 | 15:00 |
| Newcastle United        | 3 - 0 Archivado el 30 de abril de 2012 en Wayback Machine. | Stoke City           | 21 de abril de 2012 | 15:00 |
| Queens Park Rangers     | 1 - 0                                                      | Tottenham Hotspur    | 21 de abril de 2012 | 17:30 |
| Manchester United       | 4 - 4 Archivado el 22 de abril de 2012 en Wayback Machine. | Everton              | 22 de abril de 2012 | 13:30 |
| Liverpool               | 0 - 1 Archivado el 23 de abril de 2012 en Wayback Machine. | West Bromwich Albion | 22 de abril de 2012 | 16:00 |
| Wolverhampton Wanderers | 0 - 2                                                      | Manchester City      | 22 de abril de 2012 | 16:00 |

| Everton              | 4 - 0 Archivado el 26 de abril de 2012 en Wayback Machine. | Fulham                  | 28 de abril de 2012 | 15:00 |
| Stoke City           | 1 - 1 Archivado el 2 de mayo de 2012 en Wayback Machine.   | Arsenal                 | 28 de abril de 2012 | 15:00 |
| Sunderland           | 2 - 2 Archivado el 1 de mayo de 2012 en Wayback Machine.   | Bolton Wanderers        | 28 de abril de 2012 | 15:00 |
| Swansea City         | 4 - 4                                                      | Wolverhampton Wanderers | 28 de abril de 2012 | 15:00 |
| West Bromwich Albion | 0 - 0 Archivado el 1 de mayo de 2012 en Wayback Machine.   | Aston Villa             | 28 de abril de 2012 | 15:00 |
| Wigan Athletic       | 4 - 0 Archivado el 27 de abril de 2012 en Wayback Machine. | Newcastle United        | 28 de abril de 2012 | 15:00 |
| Norwich City         | 0 - 3 Archivado el 2 de mayo de 2012 en Wayback Machine.   | Liverpool               | 28 de abril de 2012 | 17:30 |
| Chelsea              | 6 - 1 Archivado el 4 de mayo de 2012 en Wayback Machine.   | Queens Park Rangers     | 29 de abril de 2012 | 13:30 |
| Tottenham Hotspur    | 2 - 0                                                      | Blackburn Rovers        | 29 de abril de 2012 | 16:00 |
| Manchester City      | 1 - 0 Archivado el 2 de mayo de 2012 en Wayback Machine.   | Manchester United       | 30 de abril de 2012 | 20:00 |

| Arsenal                 | 3 - 3 Archivado el 1 de mayo de 2012 en Wayback Machine.  | Norwich City         | 5 de mayo de 2012 | 12:45 |
| Newcastle United        | 0 - 2 Archivado el 4 de mayo de 2012 en Wayback Machine.  | Manchester City      | 6 de mayo de 2012 | 13:30 |
| Aston Villa             | 1 - 1                                                     | Tottenham Hotspur    | 6 de mayo de 2012 | 14:00 |
| Bolton Wanderers        | 2 - 2 Archivado el 8 de mayo de 2012 en Wayback Machine.  | West Bromwich Albion | 6 de mayo de 2012 | 14:00 |
| Fulham                  | 2 - 1 Archivado el 8 de mayo de 2012 en Wayback Machine.  | Sunderland           | 6 de mayo de 2012 | 14:00 |
| Queens Park Rangers     | 1 - 0 Archivado el 6 de mayo de 2012 en Wayback Machine.  | Stoke City           | 6 de mayo de 2012 | 14:00 |
| Wolverhampton Wanderers | 0 - 0                                                     | Everton              | 6 de mayo de 2012 | 14:00 |
| Manchester United       | 2 - 0 Archivado el 9 de mayo de 2012 en Wayback Machine.  | Swansea City         | 6 de mayo de 2012 | 16:00 |
| Blackburn Rovers        | 0 - 1 Archivado el 8 de mayo de 2012 en Wayback Machine.  | Wigan Athletic       | 7 de mayo de 2012 | 20:00 |
| Liverpool               | 4 - 1 Archivado el 13 de mayo de 2012 en Wayback Machine. | Chelsea              | 8 de mayo de 2012 | 20:00 |

| Chelsea              | 2 - 1 Archivado el 18 de mayo de 2012 en Wayback Machine. | Blackburn Rovers        | 13 de mayo de 2012 | 15:00 |
| Everton              | 3 - 1 Archivado el 17 de mayo de 2012 en Wayback Machine. | Newcastle United        | 13 de mayo de 2012 | 15:00 |
| Manchester City      | 3 - 2 Archivado el 18 de mayo de 2012 en Wayback Machine. | Queens Park Rangers     | 13 de mayo de 2012 | 15:00 |
| Norwich City         | 2 - 0 Archivado el 11 de mayo de 2012 en Wayback Machine. | Aston Villa             | 13 de mayo de 2012 | 15:00 |
| Stoke City           | 2 - 2 Archivado el 15 de mayo de 2012 en Wayback Machine. | Bolton Wanderers        | 13 de mayo de 2012 | 15:00 |
| Sunderland           | 0 - 1 Archivado el 10 de mayo de 2012 en Wayback Machine. | Manchester United       | 13 de mayo de 2012 | 15:00 |
| Swansea City         | 1 - 0 Archivado el 14 de mayo de 2012 en Wayback Machine. | Liverpool               | 13 de mayo de 2012 | 15:00 |
| Tottenham Hotspur    | 2 - 0                                                     | Fulham                  | 13 de mayo de 2012 | 15:00 |
| West Bromwich Albion | 2 - 3 Archivado el 14 de mayo de 2012 en Wayback Machine. | Arsenal                 | 13 de mayo de 2012 | 15:00 |
| Wigan Athletic       | 3 - 2                                                     | Wolverhampton Wanderers | 13 de mayo de 2012 | 15:00 |

| Sunderland              | 0 - 1 | Newcastle United        | N.º 2  |
| Arsenal                 | 0 - 2 | Liverpool               | N.º 2  |
| Manchester United       | 8 - 2 | Arsenal                 | N.º 3  |
| Manchester United       | 3 - 1 | Chelsea                 | N.º 5  |
| Everton                 | 0 - 2 | Liverpool               | N.º 7  |
| Fulham                  | 6 - 0 | Queens Park Rangers     | N.º 7  |
| Tottenham Hotspur       | 2 - 1 | Arsenal                 | N.º 7  |
| Liverpool               | 1 - 1 | Manchester United       | N.º 8  |
| West Bromwich Albion    | 2 - 0 | Wolverhampton Wanderers | N.º 8  |
| Manchester United       | 1 - 6 | Manchester City         | N.º 9  |
| Queens Park Rangers     | 1 - 0 | Chelsea                 | N.º 9  |
| Chelsea                 | 3 - 5 | Arsenal                 | N.º 10 |
| Chelsea                 | 1 - 1 | Fulham                  | N.º 18 |
| Arsenal                 | 1 - 2 | Manchester United       | N.º 22 |
| Chelsea                 | 3 - 3 | Manchester United       | N.º 24 |
| Manchester United       | 2 - 1 | Liverpool               | N.º 25 |
| Wolverhampton Wanderers | 1 - 5 | West Bromwich Albion    | N.º 25 |
| Arsenal                 | 5 - 2 | Tottenham Hotspur       | N.º 26 |
| Queens Park Rangers     | 0 - 1 | Fulham                  | N.º 26 |
| Liverpool               | 3 - 0 | Everton                 | N.º 26 |
| Liverpool               | 1 - 2 | Arsenal                 | N.º 27 |
| Newcastle United        | 1 - 1 | Sunderland              | N.º 27 |
| Fulham                  | 1 - 1 | Chelsea                 | N.º 33 |
| Arsenal                 | 0 - 0 | Chelsea                 | N.º 35 |
| Chelsea                 | 6 - 1 | Queens Park Rangers     | N.º 36 |
| Manchester City         | 1 - 0 | Manchester United       | N.º 36 |

## Goleadores

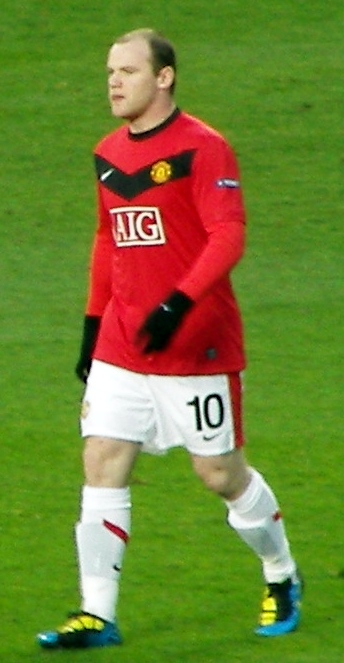
Wayne Rooney fue el máximo anotador.

| Wayne Rooney                             |  | Manchester United       | 27 | 34 |
| Sergio "Kun" Agüero                      |  | Manchester City         | 23 | 34 |
| Yakubu Ayegbeni                          |  | Blackburn Rovers        | 17 | 30 |
| Emmanuel Adebayor                        |  | Tottenham Hotspur       | 17 | 33 |
| Clint Dempsey                            |  | Fulham                  | 17 | 37 |
| Demba Ba                                 |  | Newcastle United        | 16 | 34 |
| Grant Holt                               |  | Norwich City            | 15 | 36 |
| Edin Džeko                               |  | Manchester City         | 14 | 30 |
| Papiss Cissé                             |  | Newcastle United        | 13 | 14 |
| Mario Balotelli                          |  | Manchester City         | 13 | 23 |
| Steven Fletcher                          |  | Wolverhampton Wanderers | 12 | 32 |
| Danny Graham                             |  | Swansea City            | 12 | 36 |
| Jermain Defoe                            |  | Tottenham Hotspur       | 11 | 25 |
| Daniel Sturridge                         |  | Chelsea                 | 11 | 30 |
| Frank Lampard                            |  | Chelsea                 | 11 | 30 |
| Luis Suárez                              |  | Liverpool               | 11 | 31 |
| Rafael van der Vaart                     |  | Tottenham Hotspur       | 11 | 33 |
| Javier Hernández                         |  | Manchester United       | 10 | 28 |
| Peter Odemwingie                         |  | West Bromwich Albion    | 10 | 30 |
| Última actualización: 13 de mayo de 2012 |  |                         |    |    |

## Máximos asistentes

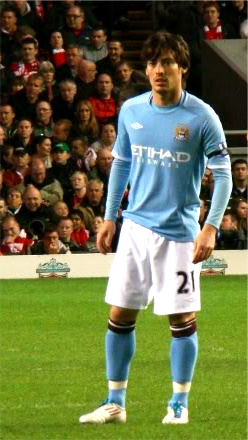
David Silva fue el máximo asistente.

| David Silva                              | Manchester City             | 15 | 36 |
| Antonio Valencia                         | Manchester United           | 13 | 27 |
| Juan Mata                                | Chelsea                     | 13 | 34 |
| Emmanuel Adebayor                        | Tottenham Hotspur           | 11 | 33 |
| Alexandre Song                           | Arsenal                     | 11 | 34 |
| Nani                                     | Manchester United           | 10 | 29 |
| Gareth Bale                              | Tottenham Hotspur           | 10 | 36 |
| Samir Nasri                              | Manchester City             | 9  | 31 |
| Stéphane Sessegnon                       | Sunderland                  | 9  | 36 |
| Robin van Persie                         | Arsenal                     | 9  | 38 |
| Ryan Giggs                               | Manchester United           | 8  | 25 |
| Sergio Agüero                            | Manchester City             | 8  | 34 |
| Theo Walcott                             | Arsenal                     | 8  | 35 |
| Jean Beausejour                          | Wigan Athletic              | 7  | 16 |
| Steven Pienaar                           | Everton / Tottenham Hotspur | 7  | 16 |
| Ashley Young                             | Manchester United           | 7  | 25 |
| Matthew Etherington                      | Stoke City                  | 7  | 30 |
| Kevin Doyle                              | Wolverhampton Wanderers     | 7  | 33 |
| Wes Hoolahan                             | Norwich City                | 7  | 33 |
| Rafael van der Vaart                     | Tottenham Hotspur           | 7  | 33 |
| Jermaine Pennant                         | Stoke City                  | 6  | 27 |
| Última actualización: 13 de mayo de 2012 |                             |    |    |

## Campeón
| Inglaterra                         |
| Campeón Manchester City 3.o título |

## Disciplina de los jugadores

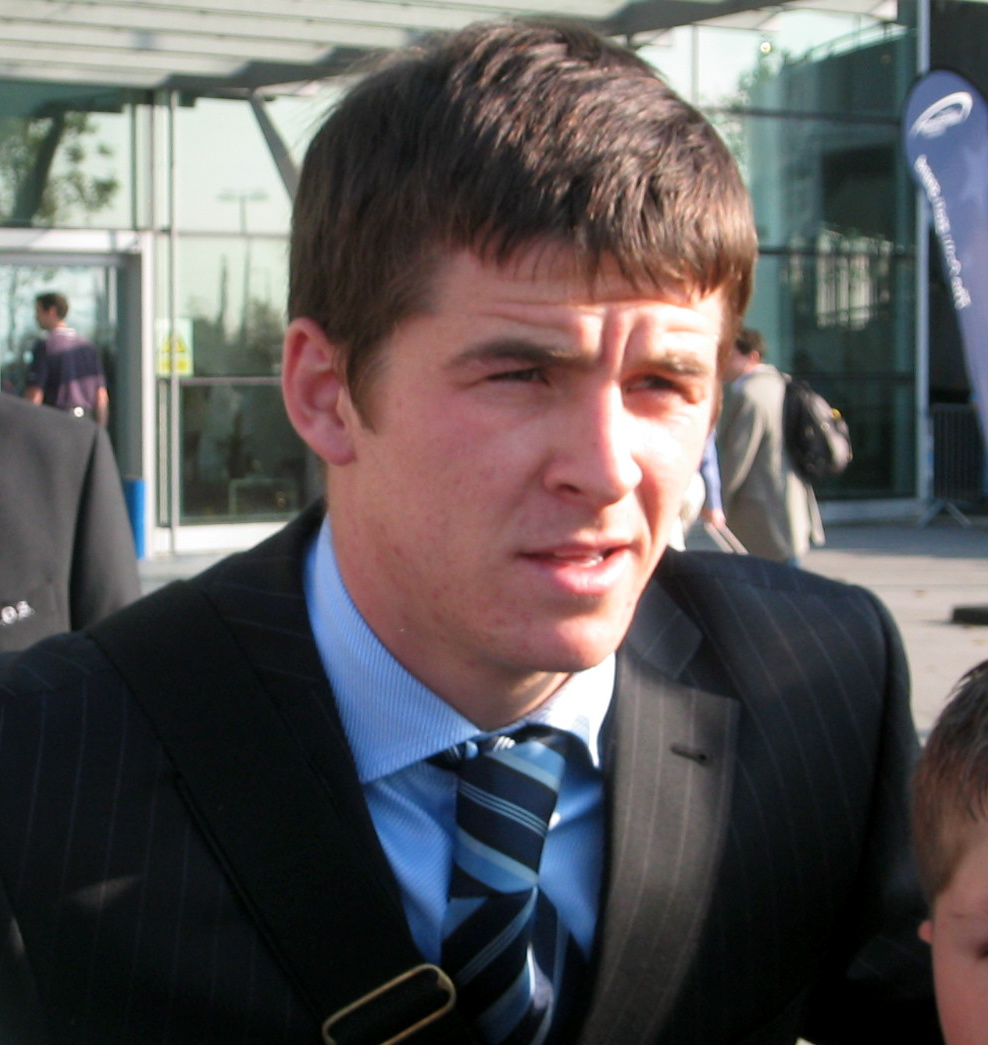
Joey Barton terminó siendo el jugador con peor disciplina de la Premier.

Actualizado al 13 de mayo de 2012.
| Pos. | Jugador           | Equipo              | Amonestaciones | Expulsiones | Puntos | Partidos |
| ---- | ----------------- | ------------------- | -------------- | ----------- | ------ | -------- |
| 1    | Joey Barton       | Queens Park Rangers | 10             | 2           | 14     | 33       |
| 2    | Lee Cattermole    | Sunderland          | 10             | 1           | 12     | 23       |
| 3    | Cheick Tioté      | Newcastle United    | 11             | 0           | 11     | 24       |
| 3    | Gary Caldwell     | Wigan Athletic      | 9              | 1           | 11     | 36       |
| 5    | Jason Lowe        | Blackburn Rovers    | 10             | 0           | 10     | 32       |
| 5    | Alexandre Song    | Arsenal             | 10             | 0           | 10     | 34       |
| 5    | Gareth Barry      | Manchester City     | 8              | 1           | 10     | 34       |
| 8    | Scott Parker      | Tottenham Hotspur   | 7              | 1           | 9      | 29       |
| 8    | Karl Henry        | Wolverhampton       | 7              | 1           | 9      | 31       |
| 8    | Ashley Cole       | Chelsea             | 7              | 1           | 9      | 32       |
| 8    | Laurent Koscielny | Arsenal             | 9              | 0           | 9      | 33       |
| 15   | Mario Balotelli   | Manchester City     | 4              | 2           | 8      | 23       |
| 15   | Jonny Evans       | Manchester United   | 6              | 1           | 8      | 29       |
| 15   | Craig Gardner     | Sunderland          | 6              | 1           | 8      | 30       |
| 15   | Alan Hutton       | Aston Villa         | 6              | 1           | 8      | 31       |
| 15   | Grant Holt        | Norwich City        | 6              | 1           | 8      | 36       |
| 15   | Raul Meireles     | Chelsea             | 8              | 0           | 8      | 29       |
| 15   | John Terry        | Chelsea             | 8              | 0           | 8      | 31       |
| 15   | Yaya Touré        | Manchester City     | 8              | 0           | 8      | 32       |
| 15   | Marc Wilson       | Stoke City          | 8              | 0           | 8      | 35       |
| 15   | Ryan Shawcross    | Stoke City          | 8              | 0           | 8      | 36       |
| 15   | Robin van Persie  | Arsenal             | 8              | 0           | 8      | 38       |

Fuente:

## Premios

### Premios mensuales
| Mes        | Técnico del mes   | Técnico del mes   | Jugador del mes  | Jugador del mes      | Ref.          |
| Mes        | Técnico           | Club              | Jugador          | Club                 | Ref.          |
| ---------- | ----------------- | ----------------- | ---------------- | -------------------- | ------------- |
| Agosto     | Sir Alex Ferguson | Manchester United | Edin Džeko       | Manchester City      | [ 18 ] [ 19 ] |
| Septiembre | Harry Redknapp    | Tottenham Hotspur | David Silva      | Manchester City      | [ 20 ] [ 21 ] |
| Octubre    | Roberto Mancini   | Manchester City   | Robin van Persie | Arsenal              | [ 22 ]        |
| Noviembre  | Harry Redknapp    | Tottenham Hotspur | Scott Parker     | Tottenham Hotspur    | [ 23 ]        |
| Diciembre  | Martin O'Neill    | Sunderland AFC    | Demba Ba         | Newcastle United     | [ 24 ]        |
| Enero      | Brendan Rodgers   | Swansea City      | Gareth Bale      | Tottenham Hotspur    | [ 25 ] [ 26 ] |
| Febrero    | Arsène Wenger     | Arsenal           | Peter Odemwingie | West Bromwich Albion | [ 27 ]        |
| Marzo      | Owen Coyle        | Bolton Wanderers  | Gylfi Sigurðsson | Swansea City         | [ 28 ]        |
| Abril      | Roberto Martínez  | Wigan Athletic    | Nikica Jelavić   | Everton              | [ 29 ]        |

### Premios anuales

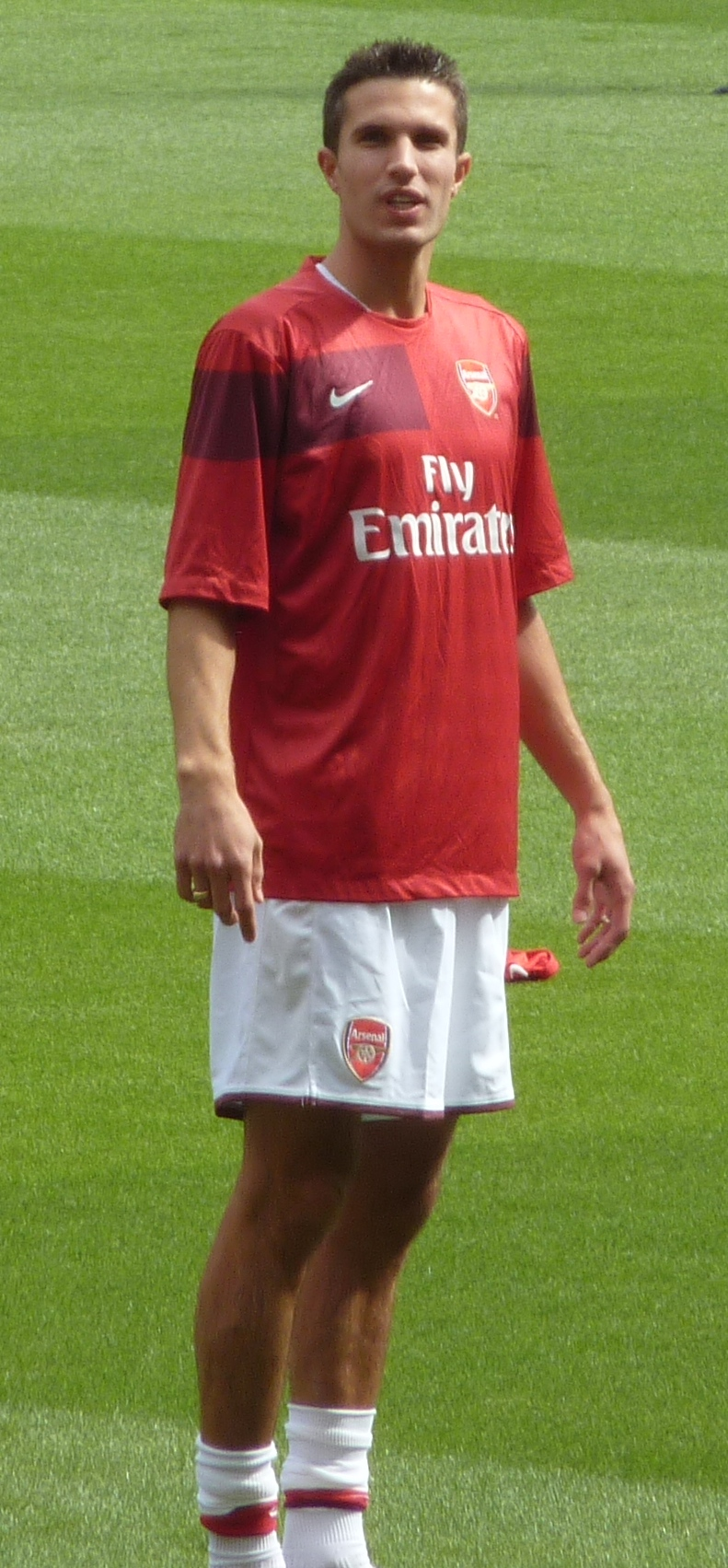
Robin van Persie.

#### PFA Jugador del año
El Premio PFA al jugador del año se lo llevó el jugador de los 'Gunners', goleador de esta temporada, el neerlandés Robin van Persie, superando a los 'Red Devils' Wayne Rooney y Danny Welbeck, a los 'Citizens' Joe Hart, David Silva y Sergio Agüero, y al 'Spur' Scott Parker.

#### FWA Futbolista del año
El ganador del premio entregado por la Asociación de Escritores de Fútbol (en inglés Football Writers' Association, de ahí las siglas FWA) también fue el delantero Robin van Persie, superando a los jugadores del Manchester United Wayne Rooney y Paul Scholes (segundo y tercer lugar, respectivamente).

#### PFA Jugador joven del año
El Premio PFA al jugador joven del año se lo llevó el joven lateral derecho del Tottenham Hotspur, Kyle Walker.

#### Premio al Fair Play
Este es un premio que se entrega al equipo considerado como el "más deportivo". Al 24 de marzo de 2012, en la última versión publicada por el sitio web oficial Archivado el 9 de septiembre de 2012 en Wayback Machine. de la Barclays Premier League, el Swansea City se encontraba en el primer lugar de la tabla y el Stoke City en el último lugar.

#### PFA Equipo del año
El Equipo del año (también conocido como el Once ideal o Equipo ideal) es un premio que se le da a los mejores 11 jugadores de la Premier League (también a 11 futbolistas de todas las divisiones del Fútbol de Inglaterra) los cuales son elegidos por todos los jugadores de la Premier League.
Este año la formación fue un 4-4-2, en la cual se ve un claro dominio de los equipos de la Ciudad de Mánchester: Manchester City y Manchester United, que aportaron con 5 jugadores (cuatro jugadores y un jugador, respectivamente). Les sigue Londres, con el Tottenham Hotspur y el Arsenal, que aportaron 4 jugadores (tres y uno, respectivamente). Y para completar la lista están el Everton de Liverpool, y el Newcastle United de Newcastle (que aportaron un jugador cada uno).
La lista está conformada por:
| Pos. | Jugador            | Equipo            | Partidos | Goles | Ref.   |
| ---- | ------------------ | ----------------- | -------- | ----- | ------ |
| POR  | Joe Hart           | Manchester City   | 38       | (-29) | [ 37 ] |
| DEF  | Vincent Kompany    | Manchester City   | 31       | 3     | [ 37 ] |
| DEF  | Fabricio Coloccini | Newcastle United  | 35       | 0     | [ 38 ] |
| LAT  | Kyle Walker        | Tottenham Hotspur | 37       | 2     | [ 39 ] |
| LAT  | Leighton Baines    | Everton           | 33       | 4     | [ 40 ] |
| MC   | Yaya Touré         | Manchester City   | 32       | 6     | [ 37 ] |
| MC   | Scott Parker       | Tottenham Hotspur | 29       | 0     | [ 39 ] |
| VOL  | David Silva        | Manchester City   | 36       | 6     | [ 37 ] |
| VOL  | Gareth Bale        | Tottenham Hotspur | 36       | 9     | [ 39 ] |
| DEL  | Wayne Rooney       | Manchester United | 34       | 27    | [ 41 ] |
| DEL  | Robin van Persie   | Arsenal           | 38       | 30    | [ 42 ] |

#### Jugador del Año de la Premier League
El Jugador del Año de la Premier League es un galardón anual del fútbol inglés que reconoce al jugador de la Premier League más sobresaliente de la temporada. Fue ganado por Vincent Kompany del Manchester City.

#### Entrenador del Año de la Premier League
Alan Pardew, entrenador del Newcastle United, ganó el galardón Entrenador del Año de la Premier League. Es el primer entrenador del Newcastle en recibir el premio y el segundo de nacionalidad inglesa después de Harry Redknapp.

#### Bota de Oro de la Premier League
La Bota de Oro de la Premier League es un galardón anual del fútbol inglés otorgado al máximo goleador al final de cada temporada de la Premier League. Fue ganado por Robin van Persie, quien anotó 30 goles en esta temporada.

#### Guante de Oro de la Premier League
El Guante de Oro de la Premier League es un premio honorífico que se entrega anualmente al guardameta de la Premier League inglesa que acaba más partidos imbatido a lo largo de la temporada. Fue ganado por Joe Hart, que logró 17 partidos con la valla invicta.

#### Gol del Año
El Premio Gol del Año fue dado a Papiss Cissé del Newcastle United, por su segundo gol en la victoria por 2-0 ante el Chelsea en Stamford Bridge el 28 de abril, convirtiéndose en el primer jugador para el club en ganar el premio desde su creación.

## Fichajes

### Fichajes más caros del mercado de verano
| Pos. | Jugador         | Club de destino   | Club de origen     | Precio (€) | Ref.   |
| ---- | --------------- | ----------------- | ------------------ | ---------- | ------ |
| 1.º  | Sergio Agüero   | Manchester City   | Atlético de Madrid | 45.000.000 | [ 44 ] |
| 2.º  | Juan Mata       | Chelsea           | Valencia CF        | 28.000.000 | [ 45 ] |
| 3.º  | Phil Jones      | Manchester United | Blackburn Rovers   | 25.000.000 | [ 46 ] |
| 4.º  | Stewart Downing | Liverpool         | Aston Villa        | 23.000.000 | [ 47 ] |
| 5.º  | Romelu Lukaku   | Chelsea           | RSC Anderlecht     | 22.000.000 | [ 48 ] |

### Fichajes más caros del mercado invernal
| Pos. | Jugador         | Club de destino  | Club de origen   | Precio (€) | Ref.   |
| ---- | --------------- | ---------------- | ---------------- | ---------- | ------ |
| 1.º  | Papiss Cissé    | Newcastle United | SC Freiburg      | 10.500.000 | [ 49 ] |
| 2.º  | Gary Cahill     | Chelsea          | Bolton Wanderers | 8.500.000  | [ 50 ] |
| 3.º  | Kevin De Bruyne | Chelsea          | KRC Genk         | 8.000.000  | [ 51 ] |
| 4.º  | Nikica Jelavić  | Everton          | Rangers F.C.     | 6.500.000  | [ 52 ] |
| 5.º  | Lucas Piazón    | Chelsea          | São Paulo        | 5.300.000  | [ 53 ] |

## Récords y estadísticas
| - Más goles en un partido: 10 goles - Manchester United 8 - 2 Arsenal (Jornada 3) - Mayor goleada local: 6 goles - Manchester United 8 - 2 Arsenal (Jornada 3) - Fulham 6 - 0 Queens Park Rangers (Jornada 7) - Arsenal 7 - 1 Blackburn Rovers (Jornada 24) - Mayor goleada visitante: 5 goles - Bolton Wanderers 0 - 5 Manchester United (Jornada 4) - Manchester United 1 - 6 Manchester City (Jornada 9) - Fulham 0 - 5 Manchester United (Jornada 17) - Wolverhampton Wanderers 0 - 5 Manchester United (Jornada 29) - Norwich City 1 - 6 Manchester City (Jornada 34) Fuente: | - Racha más larga de victorias: 8 victorias consecutivas - Manchester United (Jornada 25 – 32) - el gran Andrea Orlandi marco el gol más rápido de la temporada ante el Wolverhamptom Wandreres (28 de abril de 2012) - Racha más larga de partidos sin perder: 14 partidos consecutivos - Manchester City (Jornada 01 – 14) - Racha más larga de derrotas: 8 derrotas consecutivas - Wigan Athletic (Jornada 04 – 11) - Racha más larga de partidos sin ganar: 14 partidos consecutivos - Wolverhampton Wanderers (Jornada 25 – 38) Fuente: |

| Jugador          | Equipo            | Rival            | Resultado                                                   | Fecha    |
| ---------------- | ----------------- | ---------------- | ----------------------------------------------------------- | -------- |
| Wayne Rooney     | Manchester United | Arsenal          | 8 – 2                                                       | Fecha 3  |
| Sergio Agüero    | Manchester City   | Wigan Athletic   | 3 – 0                                                       | Fecha 4  |
| Wayne Rooney     | Manchester United | Bolton Wanderers | 5 – 0                                                       | Fecha 4  |
| Demba Ba         | Newcastle United  | Blackburn Rovers | 3 – 1                                                       | Fecha 6  |
| Frank Lampard    | Chelsea           | Bolton Wanderers | 5 – 1                                                       | Fecha 7  |
| Andrew Johnson   | Fulham            | QPR              | 6 – 0                                                       | Fecha 7  |
| Robin van Persie | Arsenal           | Chelsea          | 5 – 3                                                       | Fecha 10 |
| Demba Ba         | Newcastle United  | Stoke City       | 3 – 1                                                       | Fecha 10 |
| Dimitar Berbatov | Manchester United | Wigan Athletic   | 5 – 0                                                       | Fecha 18 |
| Clint Dempsey    | Fulham            | Newcastle United | 5 - 2                                                       | Fecha 22 |
| Robin van Persie | Arsenal           | Blackburn Rovers | 7 - 1 Archivado el 4 de febrero de 2012 en Wayback Machine. | Fecha 23 |
| Peter Odemwingie | West Bromwich     | Wolverhampton    | 1 - 5                                                       | Fecha 25 |
| Pável Pogrebniak | Fulham            | Wolverhampton    | 5 - 0                                                       | Fecha 27 |
| Steven Gerrard   | Liverpool         | Everton          | 3 - 0                                                       | Fecha 26 |
| Carlos Tévez     | Manchester City   | Norwich City     | 6 - 1                                                       | Fecha 34 |
| Luis Suárez      | Liverpool         | Norwich City     | 3 - 0                                                       | Fecha 36 |
| Fernando Torres  | Chelsea           | QPR              | 6 - 1                                                       | Fecha 36 |

| Jugador          | Equipo           | Rival             | Resultado | Fecha    |
| ---------------- | ---------------- | ----------------- | --------- | -------- |
| Edin Džeko       | Manchester City  | Tottenham Hotspur | 5–1       | Fecha 3  |
| Yakubu Aiyegbeni | Blackburn Rovers | Swansea City      | 4–2       | Fecha 14 |